# Ungarische Räterepublik
Die Ungarische Räterepublik (ungarisch: Magyar Tanácsköztársaság, eigentlich Ungarländische Räterepublik, Magyarországi Tanácsköztársaság), auch Räte-Ungarn oder Kun-Regime genannt, war ein kurzlebiger sozialistischer Staat, der für viereinhalb Monate von 21. März bis zum 1. August 1919 bestand. Es handelte sich um die erste kommunistische Diktatur in der Geschichte Ungarns sowie um das einzige bedeutende kommunistische Regime der Zwischenkriegszeit abgesehen vom bolschewistischen Sowjetstaat.
Die linksradikale Regierung Räte-Ungarns entstand in Folge der gemeinsamen Machtübernahme der ungarischen Sozialdemokraten mit den Kommunisten unter Béla Kun, die sich umgehend zu einer sozialistischen Einheitspartei vereinigten. Diese erklärte Ungarn zu einer Räterepublik und rief die „Diktatur des Proletariats“ im Namen der Arbeiterklasse aus (einer kleinen Minderheit der Gesamtbevölkerung). Die politische Opposition wurde verboten und die Pressefreiheit schrittweise weitgehend abgeschafft. Im April fanden Wahlen zu den neugegründeten Räten statt, bei denen das Wahlrecht zwar deutlich erweitert wurde. Jedoch wurden nur Kandidaten der sozialistischen Einheitspartei zugelassen, und mehrere Bevölkerungsgruppen (Klerus, „Ausbeuter“) blieben ausgeschlossen.
Das bisherige Justizwesen wurde aufgelöst und durch ein System von Revolutionstribunalen ersetzt, die eine politische Klassenjustiz samt Todesstrafen praktizierten. Ebenso wurden die ungarischen Sicherheitskräfte durch rote Milizen ersetzt. Insbesondere die Lenin-Jungs fungierten dabei als politische Polizei und Terroreinheiten, die auch ohne Gerichtsurteile brutal gegen tatsächliche und vermeintliche Gegner des Regimes vorgingen, insbesondere während der antikommunistischen Bauernrevolten. Insgesamt forderte der ungarische Rote Terror binnen weniger Wochen 300 bis 600 Tote sowie Tausende Misshandlungsopfer auf den Gebieten Räte-Ungarns sowie auf den von ungarischen Truppen besetzten Gebieten der Slowakischen Räterepublik.
Außenpolitisch unterstützte das Kun-Regime im Sinne einer kommunistischen Weltrevolution auch die gewaltsamen Putschversuche der österreichischen Kommunisten gegen die demokratische Regierung in Wien, die jedoch scheiterten.
In der ungarischen Forschungsgeschichte wurde die Räterepublik je nach politischem Herrschaftssystem abwechselnd als ein abschreckendes oder ein zu befolgendes Beispiel interpretiert. Die sogenannte weiße Geschichtsschreibung der Horthy-Zeit (1919–1944) reduzierte die Rätediktatur auf einen in ihren Darstellungen maßlos übertriebenen Roten Terror, der überwiegend mit der antisemitischen Verschwörungstheorie des „Jüdischen Bolschewismus“ erklärt wurde.

## Staatsbezeichnung

### Offizielle Bezeichnungen
Die erste offizielle Staatsbezeichnung, die mit der am 3. April 1919 verkündeten vorläufigen Verfassung angenommen wurde, lautete im Deutschen wörtlich „Ungarländische Räterepublik“ (Magyarországi Tanácsköztársaság). Ähnlich wie bei der im deutschen Sprachgebrauch gemachten Unterscheidung zwischen den Begriffen „ungarisch“ und „magyarisch“, schließt das Adjektiv „ungarländisch“ (magyaroszági) begrifflich alle Staatsbürger Ungarns inklusive der ethnischen Minderheiten mit ein. Es wurde auch in den damaligen Parteinamen der ungarischen Sozialdemokraten und Kommunisten sowie von der sozialistischen Einheitspartei der Räterepublik verwendet. Im Gegensatz dazu bezieht sich das Adjektiv „ungarisch“ (magyar) vor allem auf die ethnischen Ungarn bzw. Magyaren (vgl. auch das Adjektiv „russländisch“ im Kontext Russlands). Bereits im zeitgenössischen Sprachgebrauch sowie in der späteren Forschung hat sich jedoch die Bezeichnung „Ungarische Räterepublik“ (Magyar Tanácsköztársaság) durchgesetzt.
In der definitiven, am 28. Juni 1919 verabschiedeten Verfassung wurde die Staatsbezeichnung dann in „Ungarländische Sozialistische Föderative Räterepublik“ geändert (Magyarországi Szocialista Szövetséges Tanácsköztársaság) – was einer wörtlichen Übertragung des offiziellen Landesnamens von Wladimir Lenins bolschewistischem Staat (der Russischen Sozialistischen Föderativen Sowjetrepublik) auf Räte-Ungarn entsprach. Das Wort Föderal in der Staatsbezeichnung sollte dabei einerseits jenen ethnischen Nationalitäten entgegenkommen, die in den von der neuen Räteregierung beanspruchten Gebieten des früheren großungarischen Königreichs lebten (zum Beispiel Slowaken, Deutsche, Ruthenen). Das Kun-Regime machte damit ein symbolisches Beteiligungsangebot im Sinne von nationalen Autonomierechten nach sowjetrussischem Vorbild. Andererseits verwies das Wort Föderal auch indirekt auf die postulierte Selbstverwaltung im Rahmen des Rätesystems.

### Inoffizielle Bezeichnungen
Von der ungarischen Bevölkerung selbst wurde das Räteregime während der 133 Tage seiner Existenz überwiegend nur als „die Kommune“ bezeichnet, während die weltweite Presse es bereits nach seinem inoffiziellen Staatsführer Béla Kun als „Kun-Regime“ titulierte. Die Begriffe Kun-Regime und Räte-Ungarn haben sich auch in der Geschichtswissenschaft als Kurzbezeichnungen für die Ungarische Räterepublik etabliert. Gelegentlich werden in der Fachliteratur auch die Bezeichnungen Ungarische Sowjetrepublik oder bolschewistisches Ungarn verwendet. In der englischsprachigen Forschung überwiegt hingegen die vom russischen Wort für „Rat“, nämlich Sowjet, abgeleitete Bezeichnung Hungarian Soviet Republic, alternativ wird auch die wörtliche englische Übersetzung Hungarian Republic of Councils genutzt.

## Vorgeschichte
Nach dem Zusammenbruch der Habsburgermonarchie hatte auch die noch von Kaiser Karl I. eingesetzte ungarische Regierung unter Mihály Károlyi die Selbständigkeit Ungarns als Republik erklärt. Der neue Staat sah sich aber nicht nur mit gewaltigen sozialen und wirtschaftlichen Problemen als Folge des verlorenen Weltkriegs konfrontiert, sondern auch mit den umfangreichen Gebietsforderungen der Tschechoslowakei, Rumäniens und des SHS-Staates, die von den Ententemächten unterstützt wurden. Die Besetzung weiter Teile des einstigen Königreichs Ungarn durch tschechoslowakische, rumänische, jugoslawische und französische Truppen sowie die nationale Verbitterung der Ungarn über diesen „Raub“ ihres historischen Territoriums trugen wesentlich zum Ende der bürgerlich-sozialdemokratischen Regierung Berinkey (Károlyi war inzwischen Staatsoberhaupt geworden) am 21. März 1919 bei. Die Republik, die bisher vom Bürgertum (unter Mitwirkung der Sozialdemokraten) dominiert gewesen war, wurde nun durch eine Räterepublik unter Führung von Sándor Garbai ersetzt. Béla Kun bekleidete in der neuen Räteregierung zwar nur den Posten eines Volkskommissars für Äußeres, erlangte aber schon bald maßgeblichen Einfluss auf die Regierungsgeschäfte.
Tibor Szamuely hatte als Chefstratege der ungarischen Bolschewisten in Moskau bereits am 22. Mai 1918 die Richtung ihrer neuen „ungarisch-bolschewistischen Ideologie“ vorgegeben, als er gegenüber ungarischen Kriegsgefangenen in Sowjetrussland verlautbarte: „Mit Waffen wird die Macht der Tyrannen in euren Händen liegen... Vergesst nie, dass man diese Macht nutzen muss. Das russische Beispiel liegt vor euch; lasst es uns gut lernen! Wer nicht zum Soldaten der Revolution wird, weder hier [in Russland] noch zu Hause [in Ungarn], der ist nicht mit uns – der ist unser Feind. Wir müssen einen gnadenlosen Kampf gegen diese Feinde führen und sie bestrafen […]. Der Weg zur Revolution ist klar, einfach und direkt. Proletarische Revolutionäre, vorwärts marsch!“

## Politisches System

### Die Regierung: Revolutionärer Regierungsrat

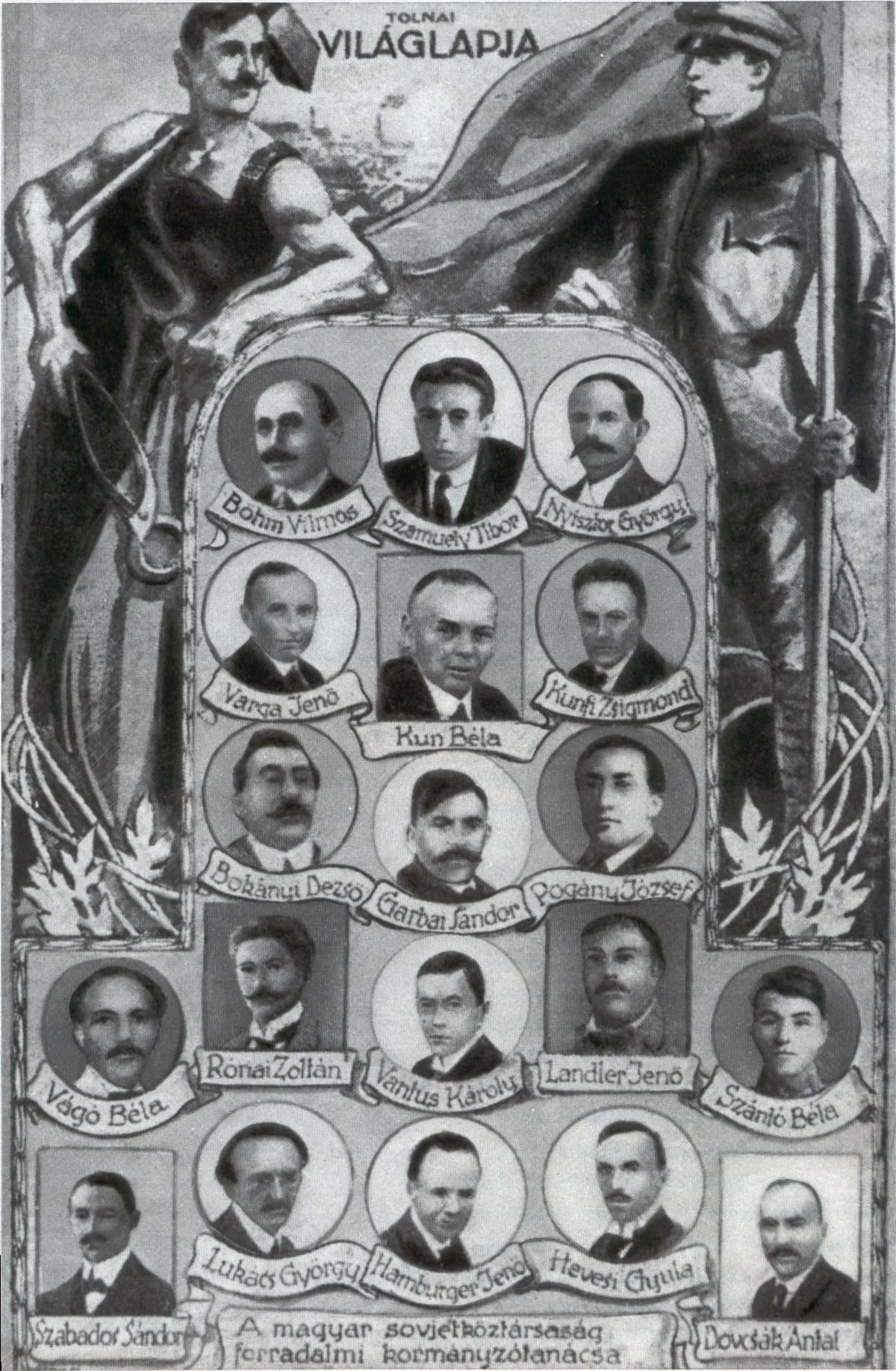
Die Volkskommissare (Minister) des Revolutionären Regierungsrats (1919)

Ursprünglich vom Kun-Regime kontrolliertes Gebiet im März 1919 (rot strichliert)

Am Abend des 21. März verließen Kommunisten, die nominell bereits an der Macht waren, das Zentralgefängnis in Budapest und begannen in der Parteizentrale der Sozialdemokraten mit den Regierungsverhandlungen, die noch am selben Abend abgeschlossen wurden. Die neue Regierung nannte sich fortan Revolutionärer Regierungsrat, und ihre Minister wurden nach dem Vorbild des bolschewistischen Russland als Volkskommissare bezeichnet. Die Regierung stand offiziell unter dem Vorsitz des Sozialdemokraten Sándor Garbai, der nun gleichzeitig als Regierungschef und Staatsoberhaupt des Räteregimes fungierte. Tatsächlich wurde der Revolutionäre Regierungsrat (und damit auch die Räterepublik) jedoch de facto von Anfang an vom kommunistischen Parteichef Béla Kun geführt. Kun meldete sich bei den Ratssitzungen als Erster zu Wort, schlug Änderungen vor oder korrigierte die Vorschläge von anderen. Er äußerte sich auch zu verschiedenen Themen, die gar nicht sein Außenressort betrafen, und die übrigen Mitglieder des Regierungsrats nahmen seine Vorschläge auf.
Dem neuen Regierungsorgan, das am 22. März 1919 seine erste gemeinsame Sitzung abhielt, gehörten insgesamt 33 Volkskommissare und Vize-Volkskommissare an (17 Sozialdemokraten, 14 Kommunisten und 2 Parteilose). Die Kommunisten waren nur mit zwei Volkskommissaren vertreten, Parteichef Béla Kun als Volkskommissar für Außenpolitik und Károly Vántus als einer von fünf Volkskommissaren für die Landwirtschaft. Die übrigen Volkskommissare wurden vor allem von linkssozialistischen Sozialdemokraten gestellt, zum Beispiel Pogány (Verteidigung), Landler (Inneres) und Varga (Finanzen). Jedoch waren 9 von 13 Vize-Volkskommissaren Kommunisten, wie Georg Lukács (im Bildungswesen unter Volkskommissar Zsigmond Kunfi), Szantó und Szamuely (Verteidigung) und der zu diesem Zeitpunkt 27-jährige Mátyás Rákosi (Wirtschaft), der nach dem Zweiten Weltkrieg zum stalinistischen Diktator der Volksrepublik Ungarn aufsteigen sollte. Um die Position der Kommunisten zu stärken, ließ Kun den Unterschied zwischen den Zuständigkeiten der Volkskommissäre und der Vize-Volkskommissäre in der Regierung verschwimmen, womit das Übergewicht der Sozialdemokraten relativiert wurde.
Bennett Kovrig (1979) konstatiert:
„Der Revolutionäre Regierungsrat war eine heterodoxe Ansammlung von Kommunisten, deren Kompetenz hauptsächlich in der Agitprop lag, und von Sozialisten, die im Allgemeinen über einen größeren politischen Realismus und administrative oder berufliche Fachkenntnisse verfügten.“

### Rätesystem und „Diktatur des Proletariats“
Nach § 2 ihrer Verfassung war die Räterepublik „die Republik der Arbeiter-, Bauern- und Soldatenräte“. Tatsächlich wurden die Räte jedoch von der gleichen Verfassung in ihren Kompetenzen stark beschnitten, und die reale Macht auf die Zentralregierung konzentriert. Am 7. und 10. April ließ das Kun-Regime schließlich Rätewahlen durchführen, die auch zur nachträglichen Legitimation seiner Herrschaft dienten. Das Wahlrecht war diskriminierend, weil es Priester und „Ausbeuter“ von den Wahlen ausschloss. Unter Letzteren verstand das Räteregime dabei nicht nur Angehörige der reichen und mächtigen Oberschicht wie Großgrundbesitzer, Industriebarone und Bankiers. Als „Ausbeuter“ definierte man auch Handwerker und Ladenbesitzer, die nur wenige Gehilfen beschäftigen. Darüber hinaus waren auch nur Kandidaten von der Einheitsliste der sozialistischen Einheitspartei zugelassen. Dennoch hält Béla Bodó (2022) fest, dass das neue Gesetz insgesamt „einen revolutionären Durchbruch im Demokratisierungsprozess“ darstellte, da es das Wahlrecht von 10 Prozent während der vorherigen liberalen Volksrepublik Ungarn nun auf 80 Prozent der erwachsenen Bevölkerung ausdehnte.
Die Einführung einer „Diktatur des Proletariats“ war bereits seit 1918 das erklärte Ziel der ungarischen Kommunisten. Obwohl weder die Mehrheit der Gesamtbevölkerung noch die Mehrheit der Arbeiterschaft hinter dieser Forderung standen, beanspruchten Béla Kun und die kommunistische Parteiführung für sich, die politische Macht als „klassenbewusste Avantgarde“ im Namen der Arbeiterklasse zu übernehmen. Im Gegensatz zu den Sozialdemokraten und der Mehrheit der in den Gewerkschaften organisierten Arbeiter waren die Kommunisten davon überzeugt, dass Kapitalismus und Demokratie unvereinbare Ideen seien und dass „es keine Gleichheit zwischen Ausbeutern und Ausgebeuteten geben“ könne. Im Rahmen des Kapitalismus könne Demokratie niemals mehr als nur eine leere Hülle sein.
Nach ihrer Machtübernahme definierten sowohl Sozialdemokraten als auch Kommunisten die „Diktatur des Proletariats“ als monopolisierte Herrschaft ihrer sozialistischen Einheitspartei, ihrer Regierungsvertreter sowie der neugewählten Räte – im Namen der Arbeiterklasse. Dabei stellten die Arbeiter jedoch einerseits nur eine kleine Minderheit innerhalb der ungarischen Gesamtbevölkerung dar, andererseits bedeutete „Diktatur des Proletariats“ somit auch, dass die vom Räteregime verbotenen bürgerlichen Parteien sowie Vertreter diverser sozialer Gruppen aus der Mittelklasse und der Aristokratie aus den politischen Entscheidungsprozessen ausgeschlossen wurden.

### Pressefreiheit
Der größte Schlag gegen die Pressefreiheit kam im Bereich des Journalismus. Am 23. März 1919 ernannte die Räteregierung eine neunköpfige Pressedirektion zur Durchsetzung und Überwachung der Pressezensur, am selben Tag stellte das Kun-Regime die Veröffentlichung von zehn Tageszeitungen in Budapest ein. Am 7. April wurden 225 Zeitungen (Gewerkschafts-, Fach-, Berufs-, Religions- und Schulzeitungen) geschlossen, einige auf direkte Anweisung von Volkskommissaren. Innerhalb der Räteregierung setzten sich vor allem die Kommunisten Béla Kun und sein Volkskommissar für Kultur Georg Lukács für ein totales Verbot der gesamten nichtsozialistischen Presse ein. Die zentristischen Sozialdemokraten um Zsigmond Kunfi hingegen wollten sich mit einer Pressezensur begnügen, um Arbeitsplätze von Journalisten und Angestellten von Druckereien zu sichern. Ende Mai nutzten die Kommunisten dann eine drastische Papierknappheit sowie einige nationalistische Reaktionen in bürgerlichen Zeitungen als Vorwand, um alle nichtsozialistischen Zeitungen aufzulösen. Seit dem 24. Mai 1919 verblieben nur fünf sozialistische Zeitungen in Budapest: die ungarischen Blätter Népszava, Vörös Ujság und Világszabadság sowie die beiden deutschsprachigen Blätter Volksstimme und Pester Lloyd, deren Aufgabe es war, die Welt über die Ereignisse in Ungarn auf dem Laufenden zu halten. Dennoch war die Pressezensur der Rätediktatur von 1919 weniger strikt als jene der erneuten kommunistischen Regierungen in Ungarn nach 1947.

### Wirtschaftspolitik
Nach den in der ersten Aprilhälfte 1919 abgehaltenen Wahlen tagte vom 14. bis zum 24. Juni desselben Jahres der Landesrätekongress der Abgeordneten der Komitate, Städte und Gemeinden, der sich zum höchsten gesetzgebenden Gremium des Landes konstituierte und eine Verfassung beschloss. Banken, Großindustrie, Mietshäuser und Betriebe mit mehr als 20 Angestellten wurden verstaatlicht. Grundbesitz über 100 Joch wurde enteignet und in landwirtschaftlichen Produktionsgenossenschaften organisiert.

### Ende
Die Ungarische Räterepublik brach zusammen, als rumänische Truppen im Ungarisch-Rumänischen Krieg die Hauptstadt Budapest besetzten. Nachfolgestaat wurde das Königreich Ungarn unter Reichsverweser Miklós Horthy. Ehemalige Funktionäre, Anhänger und Sympathisanten des Rätesystems, aber auch zahllose Unbeteiligte, die Opfer gezielter Denunziation geworden waren, wurden zwischen Sommer 1919 und Ende 1920 während des sogenannten „Weißen Terrors“ von den Truppen Horthys und ihnen nahestehenden Freischärlern (zum Beispiel denen des berühmt-berüchtigten Pál Prónay) zum Teil bestialisch hingerichtet. Schätzungen der Opferzahlen dieses „weißen“ Gegenterrors belaufen sich auf bis zu 5000 Personen. Mehr als 100 000 Menschen flohen ins Ausland, darunter eine bedeutende Zahl von Schriftstellern, bildenden Künstlern und anderen Intellektuellen.

## Ungarischer Roter Terror

### Allgemeines
Im heutigen modernen Sprachgebrauch steht der Begriff Roter Terror für politisch und ideologisch motivierte Verbrechen, die in großem Ausmaß von Anhängern kommunistischer Bewegungen (den Roten) begangen wurden. Diese Definition geht auf den Russischen Bürgerkrieg (1918–1921) zurück, steht jedoch im Kontext der Geschichte Ungarns für die Verbrechen der Rätediktatur im Jahr 1919. Der ungarische Rote Terror (vörösterror) nahm sowohl Formen des gemeinen Verbrechens als auch der politischen, klassenkämpferischen Gewalt an. Historiker rechnen dem Phänomen im Wesentlichen folgende Aspekte hinzu:
1. die Urteile der Revolutionstribunale,
2. die vom Kun-Regime organisierten Massenverhaftungen von Geiseln,
3. das Vorgehen der kommunistischen (roten) Milizen bei der Terrorisierung der Zivilbevölkerung, der Niederschlagung von Streiks und Aufständen sowie bei Terrorakten gegen Geistliche,
4. die Raubzüge und Exekutionen der Ungarischen Rote Armee, etwa als Besatzungsmacht der Slowakischen Räterepublik während des Ungarisch-Tschechoslowakischen Krieges.

Den eigentlichen Beginn des Roten Terrors als eines institutionalisierten, offiziellen Staatsterrors der Ungarischen Räterepublik markiert die Bildung der „Kommission zur Aufrechterhaltung der Ordnung und Disziplin und zur Bekämpfung der Konterrevolutionäre“ am 21. April 1919, zu deren Kommandeur Tibor Szamuely ernannt wurde. Szamuely bekam damit freie Hand, auch unter Umgehung der räte-ungarischen Justiz mit offen terroristischen Maßnahmen gegen tatsächliche oder vermeintliche Regimegegner vorzugehen. Der Rote Terror markiert in der neueren Forschung auch den Startpunkt (Actio) für einen ungarischen „Bürgerkrieg“, der nach dem Fall des Kun-Regimes vom Weißen Terror (Reactio) fortgeführt, jedoch von diesem noch wesentlich brutalisiert wurde.

### Positionen innerhalb der Regierung Räte-Ungarns

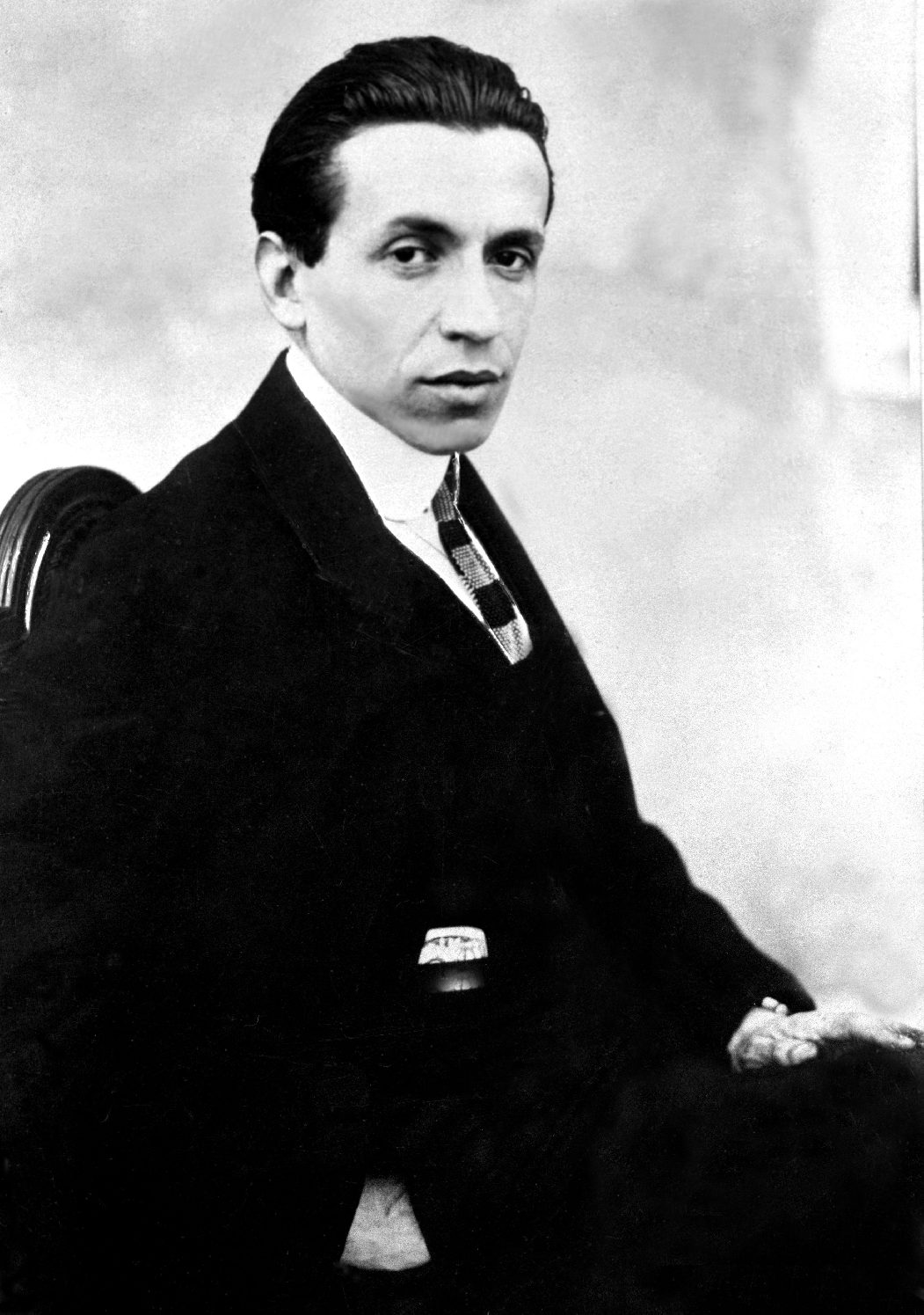
Tibor Szamuely, Cheforganisator des ungarischen Roten Terrors von 1919

Innerhalb der Regierung Räte-Ungarns war man sich über das notwendige Ausmaß des Roten Terrors uneins, weshalb die Politik des Kun-Regimes auf diesem Gebiet oft widersprüchlich war und zwischen härteren und milderen Phasen wechselte. So legten Zsigmond Kunfi und die anderen Führer der ungarischen Sozialdemokraten (wie auch die von ihnen kontrollierten Gewerkschaften) vor allem Wert auf den Aufbau eines Verfassungsstaates. Sie lehnten willkürliche Maßnahmen im Rahmen des Roten Terrors daher von Anfang an ab und übten als entschiedene Gegner von Gewaltexzessen scharfe Kritik an den roten Milizen. So erließ der sozialdemokratisch dominierte Revolutionäre Regierungsrat Anfang April ein Dekret, demzufolge alle Mitglieder der Roten Garde standrechtlich hingerichtet werden sollten, wenn sie beim Bestehlen von Zivilisten ertappt würden. Ab Anfang Mai wurden von den Revolutionstribunalen auch erste dahingehende Todesurteile gegen Rotgardisten verhängt und auch vollstreckt.
Die Kommunisten hingegen, insbesondere deren linker Parteiflügel unter Tibor Szamuely, hatten keine Skrupel, extreme Gewalt als legitimes Mittel im politischen Kampf zu betrachten. Für Szamuely sowie weitere Vertreter wie Ottó Korvin und Mátyás Rákosi waren die bolschewistischen Interpretationen von Wladimir Lenin und Leo Trotzki maßgeblich, die in der Tradition des orthodoxen Marxismus die Gewalt als „Hebamme einer neuen Gesellschaft“ glorifizierten und den Pazifismus bestenfalls als „Ausdruck bürgerlicher Sentimentalität“ und schlimmstenfalls als „Krankheit“ verurteilten. Während der Ungarischen Räterepublik hielt Szamuelys „kommunistische extreme Linke“ das vom Kun-Regime praktizierte Ausmaß des Roten Terrors allgemein für unzureichend. Als Verfechter einer „harten Linie“ forderten ihre Vertreter die Anwendung extremer Gewaltmethoden gegen das Bürgertum als Präventivmaßnahme gegen jegliche Konterrevolution. So schrieb Szamuely in der kommunistischen Parteizeitung Vörös Újság („Rote Zeitung“):
„Die Konterrevolutionäre rennen überall herum und prahlen; schlagt sie nieder! Erschlagt sie, wo ihr sie findet! Gewännen die Konterrevolutionäre auch nur eine Stunde die Oberhand, würden sie mit keinem Proletarier auch nur das geringste Mitleid kennen. Bevor sie die Revolution ersticken können, ertränkt sie in ihrem eigenen Blut.“

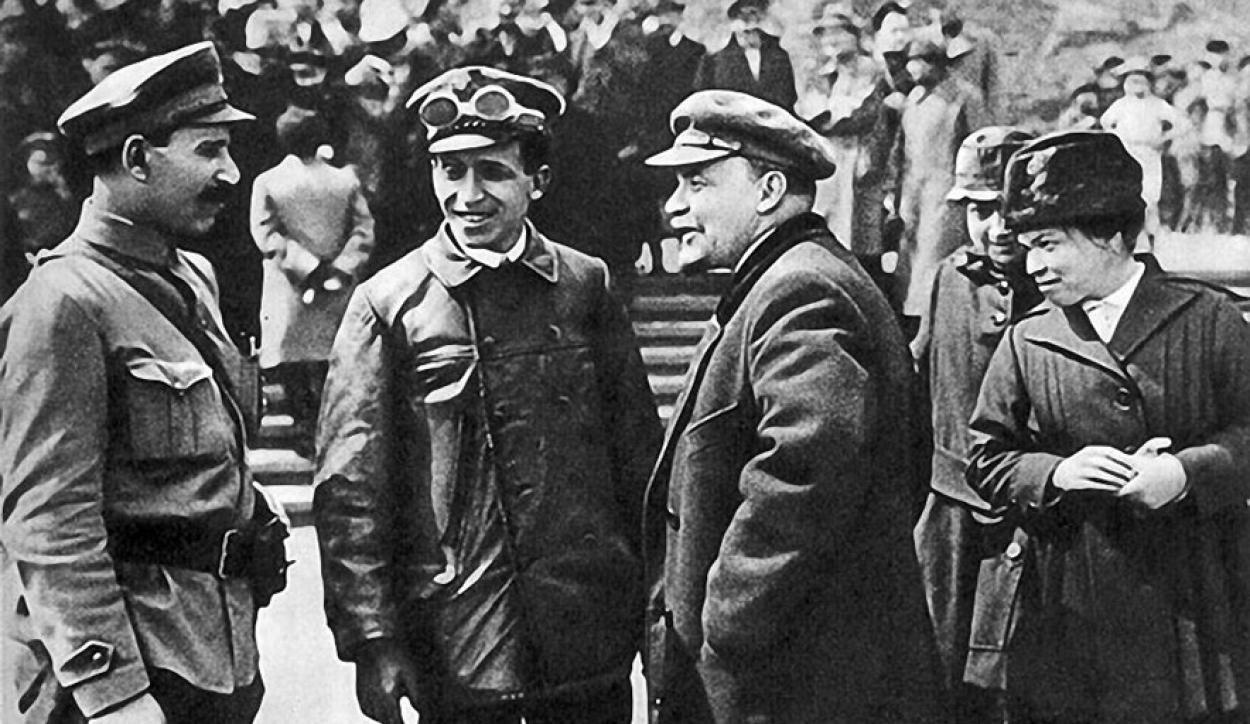
Tibor Szamuely (zweiter von links) bei seinem Treffen mit Wladimir Lenin in Moskau im Mai 1919. Am Folgetag gibt Lenin an Kun die Empfehlung ab zur „schonungslosen“ Erschießung von politisch unzuverlässigen Sozialdemokraten und Kleinbürgern in Räte-Ungarn.

Damit lag der linke Flügel der ungarischen Kommunisten auf einer Linie mit Lenin, der die Radikalisierung des ungarischen Roten Terrors beförderte und verteidigte. Nachdem er mit Tibor Szamuely am 26. Mai 1919 in Moskau bei einer Parade zusammengetroffen war, empfahl Lenin am nächsten Tag Kun schriftlich in der Prawda, die Angehörigen der sozialdemokratischen Fraktion innerhalb der ungarischen Einheitspartei „schonungslos“ zu erschießen, falls diese „Schwankungen“ bei ihrer Loyalität gegenüber dem kommunistischen Programm der Räteregierung zeigen sollten. Die gleiche Terrorempfehlung gab Lenin auch in Bezug auf das ungarische Kleinbürgertum ab, denn dies sei „das verdiente Los des Feiglings im Krieg. Ihr führt den einzig legitimen, gerechten, wahrhaft revolutionären Krieg, den Krieg der Unterdrückten gegen die Unterdrücker, den Krieg der Werktätigen gegen die Ausbeuter, den Krieg für den Sieg des Sozialismus.“ Als weitere Rechtfertigung für den Terror führte Lenin in seinem Zeitungsartikel an:
„Diese Diktatur [des Proletariats] setzt die schonungslos harte, schnelle und entschiedene Gewaltanwendung voraus, um den Widerstand der Ausbeuter, der Kapitalisten, der Gutsbesitzer und ihrer Handlanger zu brechen. Wer das nicht verstanden hat, der ist kein Revolutionär, den muß man seines Postens als Führer oder Ratgeber des Proletariats entfernen.“
Béla Kun selbst vertrat innerhalb der Regierung eine pragmatische Haltung. Sie wurde in erster Linie von der Außenpolitik des Räteregimes bestimmt, andererseits war Kun aber auch ideologisch flexibler als die bolschewistischen Hardliner des linken Parteiflügels. Zwar erklärte auch Kun mit Bezugnahme auf Lenin, dass er „keinen Unterschied zwischen moralischen und unmoralischen Handlungen“ anerkenne, sondern nur den Standpunkt „ob eine Sache gut oder schlecht für das Proletariat ist“. Ebenso war Kun dazu bereit, menschliche Opfer für die Erreichung seiner Ziele in Kauf zu nehmen. Jedoch stand er im Unterschied zu Lenin und dem linken Flügel seiner Partei einer extremen Gewaltanwendung eher ablehnend gegenüber. Erst unter dem Druck der Umstände setzte auch Kun ab Ende Juli vollständig auf die Anwendung von Terrormethoden.

### Die Revolutionstribunale
Bereits das erste Dekret des neuen Revolutionären Regierungsrats vom 21. März verkündete für das gesamte Territorium Räte-Ungarns das Standrecht und damit die Wiedereinführung der Todesstrafe für bewaffneten Widerstand gegen die Rätediktatur. Vier Tage später wurde das bestehende ungarische Justizsystem aufgelöst und durch sogenannte Revolutionstribunale ersetzt. Diese „revolutionären“ Gerichte etablierten sich als neues offizielles Justizwesen Räte-Ungarns in Budapest sowie den Komitats- und Kreisstädten. Sie wurden im Sinne von „Volksgerichten“ hauptsächlich von politisch linientreuen Laienrichtern aus der Arbeiterschaft geleitet, und repräsentierten den Roten Terror im städtischen Raum. Damit standen die Revolutionstribunale für eine vom kommunistischen Regime propagierte politische „Klassenjustiz“ und dienten außerdem als Mittel im „Kampf gegen die Konterrevolution“. Insgesamt wurden während der viereinhalb Monate der Räterepublik mehrere Tausend Fälle von „konterrevolutionären Verbrechen“ bei den Revolutionstribunalen angezeigt, wobei in insgesamt 159 Fällen die Todesstrafe verhängt wurde. Die davon auch vollzogenen Todesurteile machen 11 Prozent der Gesamtzahl aller während der Räterepublik gewaltsam umgekommenen Menschen aus.
Laut Eliza Ablovatski (2021) haben die Revolutionstribunale damit einerseits „erschreckende Beispiele für eine brutale revolutionäre Justiz“ geliefert (zum Beispiel Todesstrafen für gewaltlose Verbrechen). Andererseits könne man jedoch nicht alle von diesen Gerichten verhängten Todesstrafen eindeutig dem Roten Terror zuordnen. In manchen Fällten dienten die Urteile auch dem erklärten Bemühen der Räteregierung für Ruhe und Ordnung zu sorgen (zum Beispiel Todesstrafen für Plünderungen durch rote Milizionäre). Ablovatski zufolge lassen sich die von den Revolutionstribunalen gefällten Todesurteile in zwei allgemeine Kategorien einteilen: „In die erste Kategorie fallen die politischen Opfer eines gezielten Terrors oder Klassenkampfes, die wegen Handlungen verurteilt wurden, die sich gegen die Räteregierung richteten. Zur zweiten Gruppe gehören Menschen, die wegen unpolitischer Verbrechen (in einigen Fällen zum Tode) verurteilt wurden, von denen einige im Zusammenhang mit der revolutionären Situation standen, wie etwa Plünderungen.“ Somit erfüllten die „roten Gerichte“ nach Ablovatski zwei Funktionen: „eine revolutionäre, indem sie die Gesellschaft tatsächlich radikal umgestalteten, und eine staatliche, indem sie die Ordnung aufrechterhielten und schützten.“

### Rote Milizen: Politische Polizei und Terrorkommandos
Am 25. März 1919 löste die Räteregierung neben der ungarischen Armee auch die Polizei und Gendarmerie auf. Deren Aufgabenbereiche übernahmen neue, politisch zuverlässigere Einheiten, die vor allem aus der Arbeiterschaft rekrutiert wurden. Anders als in den meisten anderen Bereichen der Innenpolitik, die von den Sozialdemokraten dominiert wurden, stand der neue Sicherheitsapparat Räte-Ungarns von Beginn an unter der überwiegenden Kontrolle des extremistischen linken Flügels der Kommunisten. Als die beiden obersten und hauptverantwortlichen Befehlshaber der neuen roten Detachements gelten Tibor Szamuely, der als Cheforganisator des Roten Terrors für die Koordination der verschiedenen roten Milizen zuständig war, sowie Ottó Korvin, Vize-Volkskommissar für Inneres und Chef der politischen Polizei. Die Bezeichnung rote Milizen kommt neben der politischen Ausrichtung auch daher, dass diese Einheiten eine rote Armbinde als Erkennungszeichen trugen.
Eine der ersten roten Einheiten stellte die Arbeitermiliz Rote Garde (Vörös Őrség) dar, die vorrangig für die Aufrechterhaltung der inneren Ordnung sorgen sollte. Die Rotgardisten hatten einen beträchtlichen Anteil an der Verbreitung des Roten Terrors in Räte-Ungarn und waren besonders für die brutale Niederschlagung von Unruhen und Aufständen zuständig. Ihre Kommandeure waren Zoltán Vajda, zeitweise auch der Sozialdemokrat Jozef Haubrich und schließlich der bolschewistische Hardliner Mátyás Rákosi. Dennoch gilt die Rote Garde als weniger bedeutend und weniger grausam als andere rote Milizen. So ordnete Kommandeur Zoltán Vajda beispielsweise im Mai seinen Rotgardisten offiziell an, die Zugpassagiere an Bahnstationen nicht zu misshandeln und deren Reisesachen in Ruhe zu lassen.

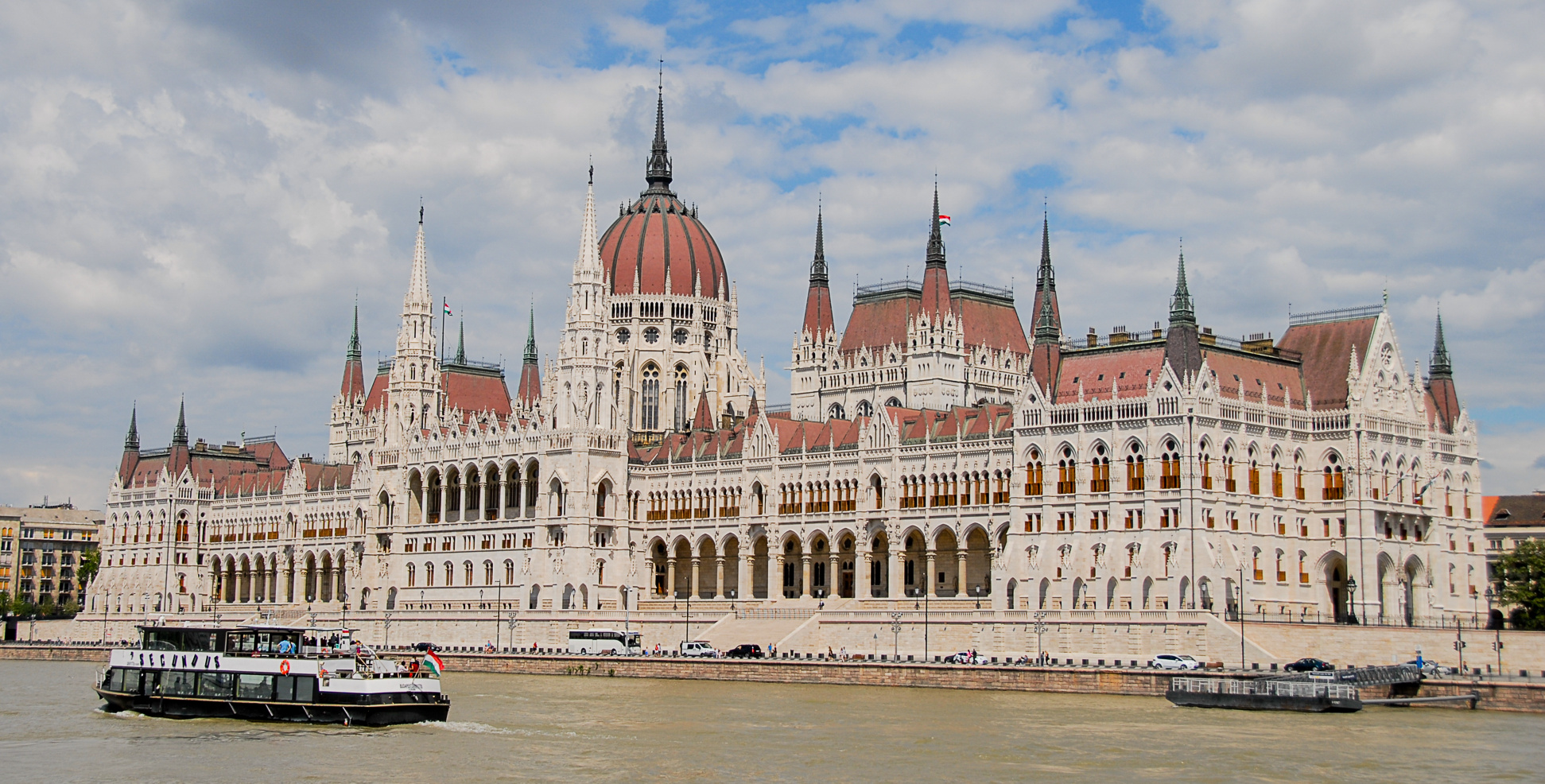
Das ungarische Parlamentsgebäude, dessen Keller während des Roten Terrors im Sommer 1919 für die Folterung von politischen Gefangenen genutzt wurde

Wichtiger für die Rätediktatur und brutaler im Umgang mit ihren Opfern waren hingegen die beiden „roten Eliteeinheiten“ des Kun-Regimes: das Bertók-Detachement und die Lenin-Jungs (Lenin fiúk). Die Terroreinheit der Lenin-Jungs, die sich zu einer Art „Privatarmee der extremen Linken“ entwickelte, stellte die bedeutendste aller bolschewistisch-kommunistischen Milizen in Räte-Ungarn dar. Zu ihren Aufgaben gehörte vorrangig die Terrorisierung der Zivilbevölkerung. Ihre mobilen und leicht bewaffneten Einheiten sollten Menschenmengen kontrollieren, materielle Werte erpressen und Racheakte durchführen, aber auch die Niederschlagung von Aufständen unterstützten. Ihr direkter Kommandeur war József Cserny, jedoch übten auch Tibor Szamuey und Ottó Korvin ihre Befehlsgewalt über die Lenin-Jungs aus. Ebenso erhielten sie Befehle (auch Mordbefehle) zuweilen auch direkt von Béla Kun oder dessen Stellvertreter Gábor Schön-Goldberger.
Die Lenin-Jungs spielten auch eine bedeutende Rolle als politische Geheimpolizei. Nach sowjetrussischem Vorbild sollten sie zu einer „ungarischen Tscheka“ ausgebaut werden. Die Schlüsselrolle dabei spielte Ottó Korvin, der als Geheimdienstchef ein Überwachungsnetz von regimetreuen Informanten in der Gesellschaft Räte-Ungarns aufbaute. Korvins Agenten infiltrierten Sportveranstaltungen, Kaffeehäuser, Kirchen und Versammlungshallen. Verdächtige Personen wurden meist am frühen Morgen in Präventivhaft genommen, und ab Sommer 1919 unter Beteiligung von Lenin-Jungs als politische Gefangene in Folterkammern im Keller des ungarischen Parlamentsgebäudes verhört.

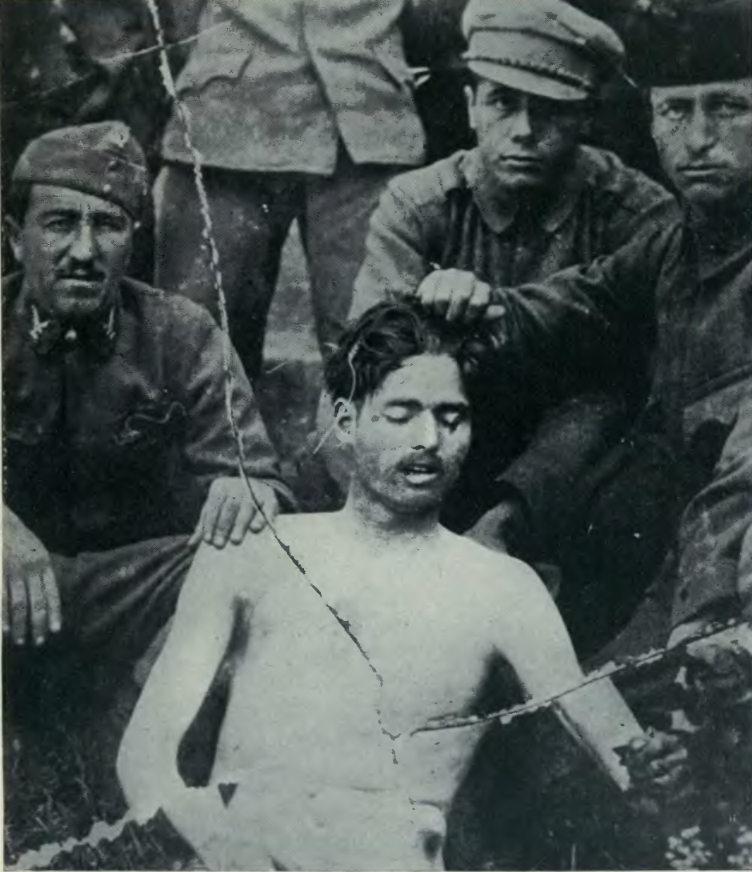
Eine Einheit von Lenin-Jungs posiert neben einem ihrer Opfer

Zu den Praktiken der Lenin-Jungs gehörte während des Roten Terrors auch die Verstümmelung von Leichen, das Sammeln von Körperteilen ihrer Opfer zum Beeindrucken ihrer Freunde oder als Loyalitätsnachweis gegenüber ihren Vorgesetzten, sowie die Erfindung ausgeklügelter Techniken, um die Leiden ihrer Opfer während der Hinrichtung zu verlängern. Ebenso organisierten die Lenin-Jungs auch öffentliche Schauprozesse und Hinrichtungen. Diese ließen sie sich von lokalen Fotografen dokumentieren, und posierten selbst stolz auf Fotos neben aufgehängten vermeintlichen „Konterrevolutionären“. Aufgrund des starken Drucks von Seiten der Sozialdemokraten sowie aufgrund der Unberechenbarkeit der Einheit wurden die Lenin-Jungs von Béla Kun mehrmals aufgelöst, jedoch handelte es sich de facto meist nur um Umorganisierungen der Einheit. Tatsächlich blieben ihre Truppen bis zum Ende der Räterepublik im Einsatz.

### Die Massenverhaftungen
Ein weiteres Mittel des Roten Terrors waren Geiselnahmen. Diese wurden einerseits willkürlich von den kommunistischen Milizen durchgeführt, zum Beispiel als vermeintliche oder tatsächliche Racheakte, zur Eliminierung politischer Gegner, zur Terrorisierung ganzer sozialer Gruppen oder zur Gelderpressung. Andererseits erhob das Kun-Regime die „kollektive Geiselnahme von namhaften Vertretern der Bourgeoisie“ auch zu seiner offiziellen Staatspolitik. Der Historiker György Dalos (2020) bezeichnet diese politischen Aktionen als „zweifelsohne […] widerwärtigste Praxis, die sie von ihrem russischen Vorbild übernahmen“. In den knapp vier Monaten seines Bestehens organisierte das Kun-Regime zwei Massenverhaftungen zur gezielten Geiselnahme: eine erste, brutalere Aktion im April, und eine zweite, weniger brutale Aktion im Juni.
Die erste Masseninternierung wurde vom Revolutionären Regierungsrat am 19. April 1919 angeordnet und betraf insgesamt 489 Menschen aus der bisherigen sozialen und politischen Elite Ungarns, darunter einige Ex-Minister und Parlamentarier, aber auch Richter, Bischöfe, Schriftsteller und weitere Personen des öffentlichen Lebens. Das Kun-Regime verstand die Geiselnahmen als präventive Maßnahme zur Vermeidung möglicher Aufstände, indem sie potenzielle Konterrevolutionäre oder deren Familien internierte. Ebenso diente die Aktion als Botschaft der neuen linksradikalen Regierung an die Bevölkerung, dass Widerspruch und Widerstand sinnlos seien. Schließlich sollten die Geiseln dem Kun-Regime auch als Verhandlungsmasse bei den Gesprächen mit den westlichen Siegermächten der Triple Entente dienen. Der Revolutionäre Regierungsrat beauftragte die Lenin-Jungs unter József Cserny mit der Durchführung der Aktion, und am 21. April begann die Terroreinheit mit den ersten Festnahmen. In den Gefängnissen wurden die Geiseln brutalen Verhörmethoden unterzogen und gezwungen, Hinrichtungen beizuwohnen. Anfang Mai wurden die Haftbedingungen der Geiseln auf Druck der Entente-Siegermächte von der Räteregierung verbessert, und bis Ende Mai bis auf wenige Ausnahmen die meisten Geiseln wieder entlassen. Die zweite Massenverhaftung folgte dann im Juni und betraf viele der freigelassenen Notabeln, da die Räteregierung befürchtete, diese könnten sich der Konterrevolution anschließen. Diese zweite Welle von staatlichen Geiselnahmen lief jedoch deutlich milder ab als die erste im April.

### „Konterrevolution“ und „Antirevolution“ auf dem Land
Die größte innere Gefahr für die Ungarische Räterepublik ging von der städtischen Mittelschicht und der ländlichen Bevölkerung aus. Weder die Bauernschaft noch das mittelständische Bürgertum teilten die kommunistischen Ziele einer Weltrevolution oder einer egalitären Gesellschaft. Außerdem betrachteten diese Gruppen die von der linksradikalen Regierung vorangetriebenen Beschlagnahmungen und Enteignungen als Diebstahl – und dementsprechend deren Vollzieher als „Diebe“ und „Räuber“. Vor diesem Hintergrund kam es während der Ungarischen Räterepublik zu zwei ländlichen Aufstandswellen gegen das Kun-Regime, die sich jedoch in Ursache und Ausmaß deutlich voneinander unterschieden.
Die erste, kleinere Serie von Aufständen ereignete sich im April und Mai, und hatte eine konterrevolutionäre Stoßrichtung, d. h. sie richtete sich nicht nur gegen die kommunistische Diktatur Räte-Ungarns, sondern in reaktionärer Weise auch gegen die liberale Revolution von 1918 und ihre Demokratisierungsmaßnahmen (Eigentumsverhältnisse, Gesellschaftshierarchie). Getragen wurden diese Aufstände dementsprechend von den ländlichen Eliten und der bürgerlichen Mittelschicht (Priester, Verwalter, Lehrer etc.) in einigen Agrarstädten Zentralungarns wie Kecskemét, Szolnok, Abony und Kalocsa. Mit Ausnahme von Kalocsa, wo die Bauern ihre Priester gegen den Roten Terror verteidigten, erfuhren diese kleinen und schlecht organisierten Aufstände von der Landbevölkerung nur begrenzte Unterstützung. Sie konnten daher vom Kun-Regime unter Einsatz von lokalen Regierungseinheiten oder Truppen der Roten Garde aus Budapest schnell niedergeschlagen werden. Die Vergeltung der Räteregierung fiel gegenüber dieser ersten Aufstandswelle überraschend mild aus: kurze Haft- oder Bewährungsstrafen ergingen nur gegen die Aufstandsorganisatoren, während die übrigen Beteiligten nur zu verpflichtenden Besuchen von Propagandaseminaren in ihrer Freizeit verurteilt wurden.

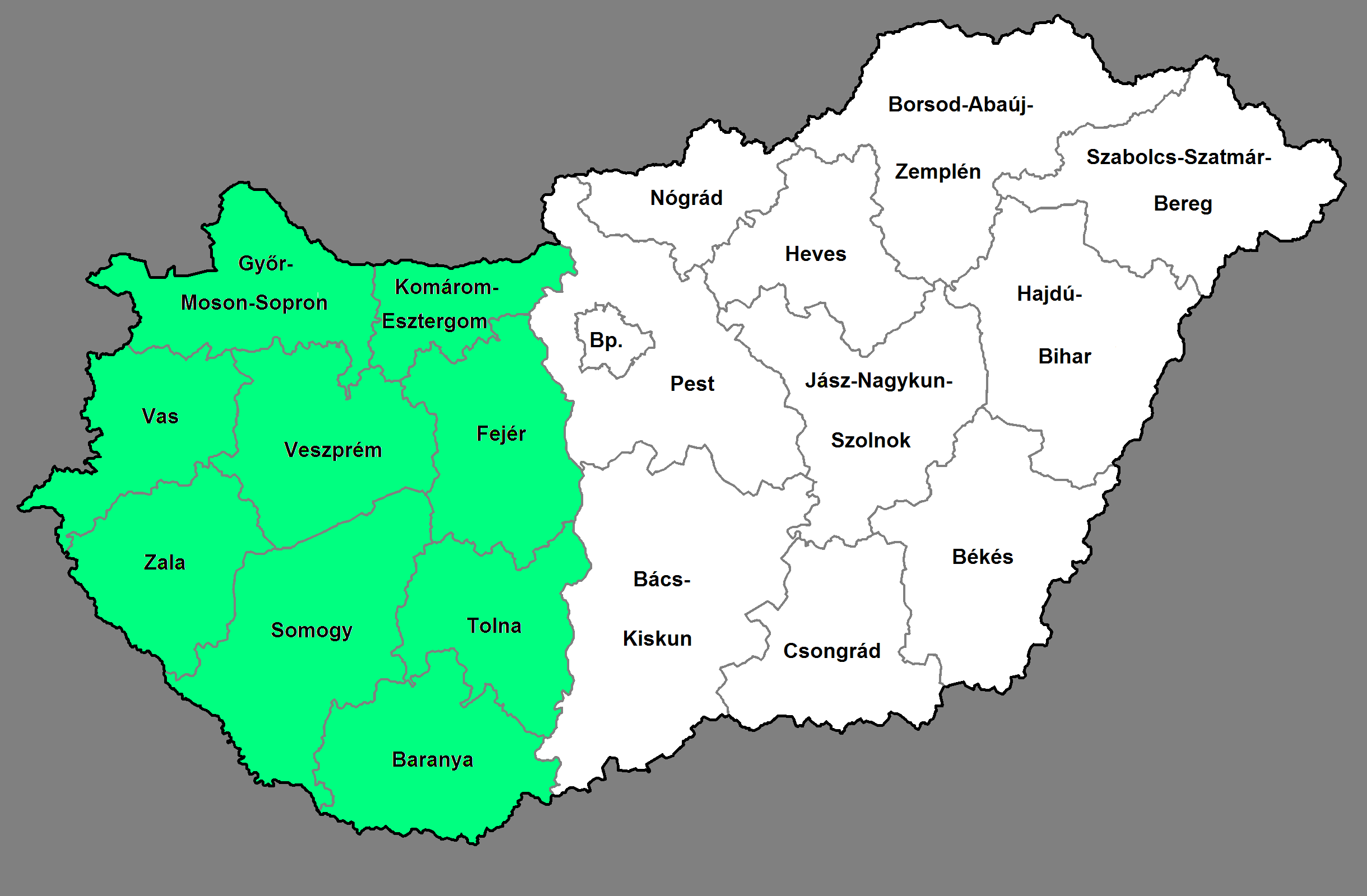
Die Region Transdanubien im heutigen Ungarn war Zentrum der „antirevolutionären“ Bauernaufstände von 1919

Die zweite, große Aufstandswelle folgte dann im Juni und Juli 1919, und erfasste fast alle zentralungarischen Gemeinden beidseits der Donau, weitete sich jedoch auch auf Transdanubien aus, insbesondere auf die prosperierende Region rund um Győr in der Kleinen Ungarischen Tiefebene. Auch diese Aufstandswelle wurde von der ländlichen Mittelschicht unterstützt, in erster Linie handelte es sich jedoch um einen Bauernaufstand. Seine befehlshabenden Offiziere und Unteroffiziere waren Bauern oder landwirtschaftliche Arbeiter, die radikale sozialpolitische Maßnahmen wie eine Landreform unterstützten und keine Verbindungen zu den Zentren ungarischer Konterrevolutionäre in Wien, Graz, Szeged oder Arad aufbauten. Gleichzeitig forderten die Aufständischen aber auch eine Befreiung vom „Joch der kommunistischen Diebe“ und stattdessen eine „Bauernrevolution“. Insofern wird die zweite Aufstandswelle in der Forschung auch nicht als reaktionäre „Konterrevolution“, sondern als eine „Antirevolution“ der bäuerlichen Landbevölkerung gegen das kommunistische Kun-Regime eingeordnet. Es waren diese Aufstände, deren Bekämpfung bis Juli 1919 einen Großteil der Opfer des Roten Terrors verursachte.
Die Bauern hatten sich ursprünglich „passiv abwartend“ gegenüber der neuen Regierung verhalten, da in den Monaten April und Mai Fragen ihres ökonomischen Überlebens im Vordergrund standen. Die Wirtschaftsblockade der Westmächte führte im Frühling 1919 zu einem großen Mangel an Konsumgütern und leeren Läden. Während die Bauern im grenznahen Bereich Westungarn versuchten, sich als Schmuggler durchzuschlagen, setzte die Bauernschaft Zentral- und Ostungarns auf den Schwarzmarkt, auf dem sie ihre Produkte zu horrenden Preisen an die leidende städtische Bevölkerung anboten. Die Politik der Rätediktatur führte jedoch im weiteren Verlauf zu einer zunehmenden Unzufriedenheit und schließlich zur offenen Feindschaft der Bauern.
Zu den Maßnahmen, welche die Landbevölkerung von der Räteregierung entfremdeten, werden von Historikern das Alkoholverbot und die aggressive atheistische Propaganda gezählt, vor allem aber die Durchsetzung einer Zwangskollektivierung. Zwar waren staatliche Beschlagnahmungen von Produktionsüberschüssen auf dem Land eine politische Maßnahme, die bereits in der Zeit Österreich-Ungarns (1867–1918) wie auch der liberal-demokratischen Volksrepublik Ungarn (1918–1919) praktiziert wurde. Der Größenumfang der Beschlagnahmungen und das Ausmaß der Gewalt jedoch, die bei der vom Kun-Regime durchgesetzten Zwangskollektivierung an den Tag gelegt wurden, waren im Rahmen der ungarischen Geschichte bis dahin „beispiellos“ (Béla Bodó).

### Der Ludovika-Aufstand in Budapest

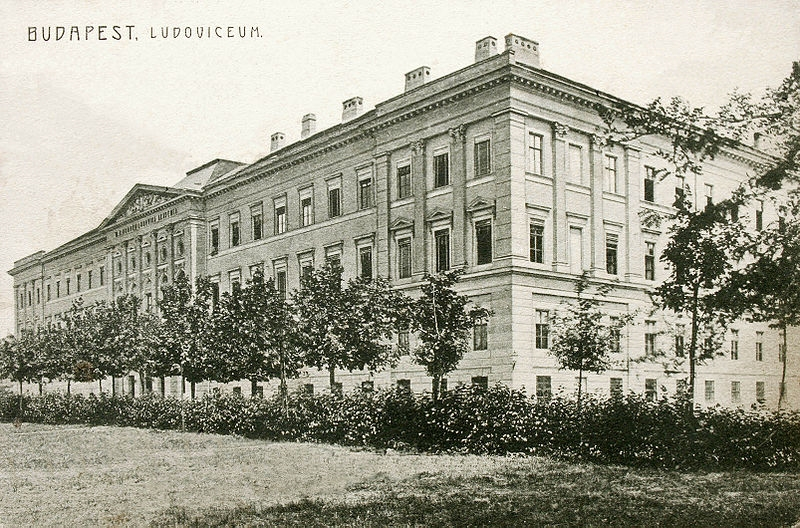
Die Ludovika-Militärakademie in Budapest (1913)

Der bedeutendste konterrevolutionäre Aufstand während der Rätediktatur fand von 24. bis 25. Juni 1919 in Budapest statt. Er forderte 17 Todesopfer, die Hälfte der insgesamt 34 gewaltsamen Todesfälle während der Rätediktatur in Budapest. Der gegen die Räteregierung gerichtete Putschversuch stand dabei jedoch nicht im Zusammenhang mit den reaktionären weißen Gruppen im Ausland, sondern wurde eigenständig von den jungen Kadetten der Ludovika-Militärakademie organisiert und durchgeführt. Der Unmut der Kadetten speiste sich zunächst daraus, dass die Räteregierung sich im April weigerte, die Kadetten an der Front gegen die tschechoslowakischen Truppen im Norden einzusetzen. Ausschlaggebend für die Entscheidung zum Putschversuch war dann die Mitte Juni erklärte Bereitschaft des Kun-Regimes, die Ungarische Rote Armee aus den eroberten Gebieten der Slowakei abzuziehen. Während ihrer Vorbereitungen hatten die Verschwörer noch vergeblich versucht, die beiden Sozialdemokraten Aurél Stromfeld, Oberbefehlshaber der Ungarischen Roten Armee, und József Haubrich, Oberbefehlshaber der Roten Garde, auf ihre Seite zu ziehen.
Der Aufstand begann am 24. Juni zeitgleich mit der gerade stattfindenden Versammlung des Nationalen Rätekongresses. Die Ludovika-Kadetten übernahmen kurzzeitig die Telekommunikation der Hauptstadt und rückten in den Straßen vor, wobei es auch zu Schusswechseln kam. Von der Donau aus wurde mit einem Kanonenboot außerdem direkt der Rätekongress im Hotel Hungária unter Beschuss genommen. Mit Flugblättern riefen die Verschwörer in Budapest zur Einsetzung einer neuen, „wahrhaft nationalen Regierung“ auf, und konnten mindestens eine Fabrikbelegschaft davon überzeugen, sich dem Aufstand anzuschließen. Da ihr Putsch jedoch vorzeitig von konservativen Gewerkschaftsmitgliedern sowie einigen Polizisten und Armeeangehörigen verraten wurde, konnte der kommunistische Sicherheitschef Ottó Korvin ausreichend starke Einheiten der Roten Garde und insbesondere der Lenin-Jungs heranziehen, um den Aufstand der Kadetten – trotz ihrer guten Militärausbildung – innerhalb weniger Stunden niederzuschlagen.
Die Räteregierung reagierte auf den gescheiterten Putschversuch noch am 25. Juni mit einer Resolution, in der sie „eine exemplarische Bestrafung und mehr Befugnisse für die Sicherheitsorgane“ ankündigte. Das Kun-Regime, das gerade erst mit großer Brutalität die Bauernaufstände auf dem Land niedergeschlagen hatte, erklärte: „In Anbetracht der Tatsache, dass die mäßige Ausübung der Diktatur die Bourgeoisie zu konterrevolutionärem Verhalten ermutigt hat, anstatt sie zur Vernunft zu bringen, wurde beschlossen, die Diktatur des Proletariats mit gnadenlosen Maßnahmen in vollem Umfang anzuwenden … und, wenn nötig, die Konterrevolution der Bourgeoisie in Blut zu ertränken.“ Ursprünglich hatte die Räteregierung vorgesehen, die Rädelsführer des Aufstands auf dem Oktogonplatz in Budapest öffentlich hinzurichten. Der Vollzug der Todesstrafen wurde jedoch aufgrund des energischen Protests der Entente-Siegermächte sowie der sich für eine Abmilderung einsetzenden Sozialdemokraten in schwere Haftstrafen umgewandelt, und nach dem Einmarsch der rumänischen Truppen in Budapest Anfang August wurden fast alle Rädelsführer freigelassen. Eine Ausnahme bildete Kapitän Ferenc Mildner, der auf persönlichen Befehl von Béla Kun nicht vor ein Revolutionstribunal gestellt, sondern von Angehörigen der Lenin-Jungs mit 21 Bajonettenstichen getötet wurde, die seine Leiche anschließend in die Donau warfen.

### Export des Roten Terrors in die Slowakei
Im Zuge des Ungarisch-Tschechoslowakischen Krieges wurde der Rote Terror des Kun-Regimes auch auf die für 21 Tage bestehende Slowakische Räterepublik (kurz SSR) übertragen. Die Besatzungstruppen Räte-Ungarns – die Ungarische Rote Armee, die Roten Garden und insbesondere die Terrorkommandos der Lenin-Jungs – verübten dabei Kriegsverbrechen gegen die slowakische Zivilbevölkerung sowie an tschechoslowakischen Kriegsgefangenen. Die systematische Gewaltanwendung in der Slowakischen Räterepublik diente den ungarischen Bolschewisten als Mittel zur Festigung ihrer dortigen politischen Macht. So wurden hunderte Menschen ohne Anklage in Gefängnissen inhaftiert, in denen eine unzureichende Verpflegung vorherrschte. Und auch die Todesstrafe wurde für viele Vergehen verhängt, die in demokratischen Staaten lediglich als Ordnungswidrigkeit galten.

## Religionspolitik

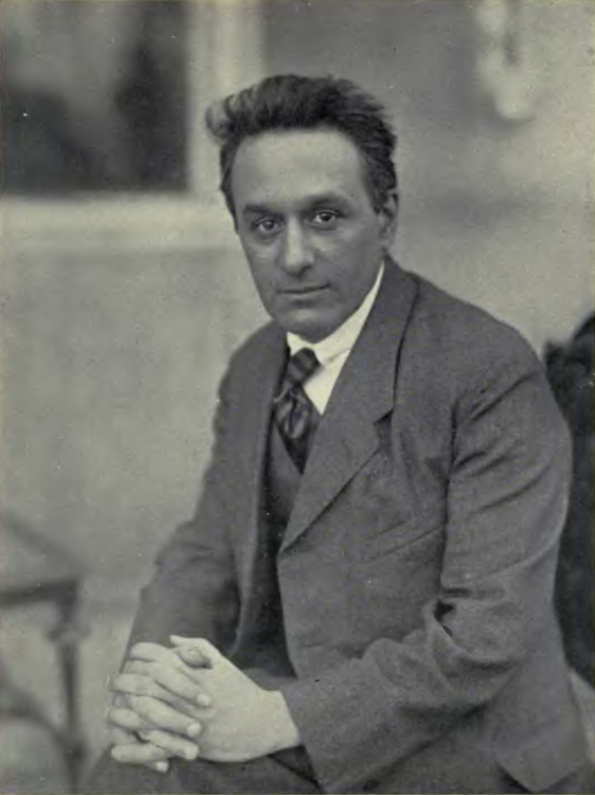
Zsigmond Kunfi, als Volkskommissar für Bildung maßgeblich verantwortlich für die antireligiöse Politik Räte-Ungarns

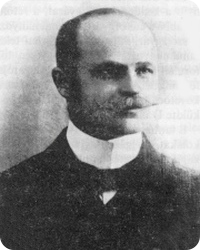
Oszkár Faber (1918), kommunistischer Parteiideologe und Leiter des „Landesliquidierungsamt für kirchliche Angelegenheiten“

### Zwischen Religionsfreiheit und Kirchenliquidierung
Einerseits betonte das Kun-Regime bei seiner Religionspolitik von Beginn an, dass Räte-Ungarn gegenüber dem religiösen Glauben streng neutral sein würde und jeder an den Gott glauben könne, an den er wollte. Das Grundprinzip der Trennung zwischen Staat und religiösen Institutionen und die Erklärung von Religion zur Privatsache wurde auch in der endgültigen Verfassung der Ungarischen Räterepublik von 23. Juni 1919 festgehalten. So erklärte der dortige § 2 wörtlich: „Die Räterepublik schützt die wahre Gewissensfreiheit der Arbeiter, indem sie die Kirche vollständig vom Staat und die Schulen von der Kirche trennt. Jeder Mensch kann seine Religion frei ausüben.“
Andererseits machte die linksradikale Räteregierung dabei jedoch eine strikte und absolute Unterscheidung zwischen Religion und Kirche. Die religiöse Praxis an sich konnte noch toleriert werden, solange sie ausschließlich innerhalb eines Gotteshauses stattfand. Die Religionsgemeinschaften hingegen mussten aus allen Bereichen des öffentlichen Lebens ausgeschlossen und eliminiert werden. Die ideologische Grundlage für die antireligiöse Politik des Kun-Regimes bildete der dialektische Materialismus der marxistischen Weltanschauung. Die Religion wird darin im Wesentlichen als ein „schädlicher Aberglaube“ begriffen, der in erster Linie als ein ausbeuterisches Werkzeug der mit dem Kapitalismus verbündeten Kirche diene. Zwar wird die religiöse Einstellung eines Menschen dabei zu dessen Privatsache erklärt, gleichzeitig gilt sie aber als eine „irrtümliche, verführerische und eben deswegen zu korrigierende Ansicht“. Diese religionskritische Haltung von Karl Marx (Religion als „Opium des Volkes“) wurde von Wladimir Lenin im Bolschewismus hin zu einem militanten Atheismus radikalisiert, in dessen Zuge die Religion brachial denunziert wurde. Entsprechend verlautbarte auch das bolschewistische Programm der ungarischen Kommunisten zu Beginn der Räterepublik:
„Die Partei wird danach trachten, die Verbindung zwischen den ausbeuterischen Klassen und den religiösen Propagandabehörden [sprich: Kirchen] vollkommen zu zerstören, damit die Arbeiterklassen [sic] von religiösen Vorurteilen befreit werden. Sie wird auch danach trachten, eine breit angelegte wissenschaftliche, erzieherische und antireligiöse Propaganda zu entfalten.“
Bereits einen Tag nach seiner Entstehung begann das Kun-Regime mit der Umsetzung seines kirchenpolitischen Programmes. Schon bei ihrer ersten Sitzung am 22. März 1919 wurde von der Räteregierung nicht nur die Trennung der Kirchen vom Staat erklärt und die Aufhebung der Kirchensteuer beschlossen, sondern auch ein „Landesliquidierungsamt für religiöse Angelegenheiten“ (Országos Vallásügyi Likvidáló Hivatal) im Rahmen von Zsigmond Kunfis Volkskommissariat für Bildungswesen geschaffen. Zum Leiter der neuen Behörde wurde von Kunfi der Kommunist Oszkár Fáber ernannt, der als einer der führenden antiklerikalen Denker Ungarns zum maßgeblichen Parteiideologen in Religionsfragen aufstieg. Entsprechend lag die Hauptverantwortung für die Religionspolitik Räte-Ungarns bei Kunfi und Fáber. Letzterer erklärte zu seiner Absicht als Leiter des „Landesliquidierungsamtes“: „Reden wir nicht herum! Ich sage es offen, unser Ziel ist die vollständige Vernichtung der Kirchen!“
Die im bolschewistischen Regierungsprogramm vorgesehene „Kirchenliquidierung“ wurde vom Kun-Regime jedoch weder im ursprünglich geplanten Tempo noch in der ursprünglich geplanten Radikalität umgesetzt. Als Gründe dafür geben Historiker die außenpolitische Lage (Rücksichtnahme auf die Entente-Siegermächte) und die öffentliche Meinung in der Innenpolitik an, aber auch die nur kurze Dauer des Räteregimes. Deshalb – so konstatiert Gabriel Adriányi (1992) – blieb die Religionspolitik des Kun-Regimes „trotz aller Brutalität[,] voller Widersprüche und Halbheiten“.

### Beschlagnahmungen, Verstaatlichungen, Liquidierungen
Bereits die liberale Regierung unter Károlyi setzte eine Modernisierung der ungarischen Gesellschaft auf ihre politische Agenda und sah sich dabei im innenpolitischen Kampf mit „rückwärtsgewandten Elementen“. Jedoch lehnten die Liberalen eine diktatorische Durchsetzung ihrer Ziele ab. Im Gegensatz dazu sahen ungarische Kommunisten, die sich ideologisch am Bolschewismus orientierten, „die Zwangsgewalt des Staates“ als ein legitimes Mittel, um „der Gesellschaft ihre Vision der Moderne aufzuzwingen“. In diesem Kontext griff die Rätediktatur die politische, wirtschaftliche und soziale Autorität der Religionsgemeinschaften nicht nur im Rahmen einer Säkularisierungskampagne an, sondern praktizierte bei ihrer Religionspolitik auch einen „passionierten Antiklerikalismus“ und „erzwungenen Atheismus“.
Die erste Amtshandlung Oszkár Fabers als Leiter des „Landesliquidierungsamts für religiöse Angelegenheiten“ war die Abschaffung der bis dahin bestehenden kirchlichen Abteilung beim Volkskommissariat für Bildungswesen. Am 29. März 1919 begann mit der Enteignung des gesamten Kirchenvermögens der erste große Schlag gegen die diversen Religionsgemeinschaften Ungarns. In einem Rundschreiben an alle Landesdirektoren ordnete Faber an, mit Ausnahme der Gotteshäuser und Pfarrhäuser das gesamte Kirchenvermögen zu beschlagnahmen. Mit dem Erlass vom 21. April sorgte der Bildungs-Volkskommissar Zsigmond Kunfi dann persönlich für die restlose Durchführung von Fabers Anordnung. Die staatliche Zwangsenteignung des gesamten Grundbesitzes der katholischen Kirche war bis zum 6. Juni abgeschlossen (insgesamt 320.000 Hektar Land). Außerdem mussten die Religionsgemeinschaften auch ihr Gesamtkapital an Wertpapieren und Bargeld beim Staat abgeben. Die Geldsumme, welche auf diese Weise durch das Kun-Regime von den Religionsgemeinschaften erbeutet wurde, betrug bis 31. Juli insgesamt 3,75 Millionen Kronen Bargeld und im Wert von 200,76 Millionen Kronen Wertpapiere.

### Diskriminierung und Terrorakte gegen Geistliche
Neben dem diskriminierenden Rätewahlrecht, das Kleriker pauschal von der Wahl ausschloss, erfuhren die Leser der kommunistischen Parteizeitung Vörös Ujság regelmäßig vom Regime, dass alle kirchlichen Lehren nichts anderes als konterrevolutionäre Propaganda waren. Beflügelt von dieser Rhetorik führten Parteikader die Säkularisierungskampagne vielerorts mit radikalem antiklerikalem Eifer. Im Zuge der Verstaatlichung von Eigentum zögerten einige nicht, auch Kirchengebäude zu entweihen. Mitunter störten Parteikader auch Gottesdienste und Prozessionen, riefen antireligiöse Parolen und verprügelten Teilnehmer und Schaulustige. Die Abschaffung der Militärseelsorge am 3. April 1919 begrüßte die rote Parteizeitung mit dem Kommentar: „Die Priester wurden aus den Schulen hinausgeschmissen. Nun erfolgte auch ihr Raußschmiss aus dem Militär. Es bleiben nur noch die Kirchen übrig, aber auch diese nicht lange.“
In einigen Fällen griffen sie Priester, Pastoren und Nonnen an. In einigen wenigen Fällen wurden Priester sogar gelyncht oder zu Tode geprügelt.
Am 19. Mai 1919 demonstrierten etwa eintausend Menschen in der südungarischen Stadt Kalocsa, dem Sitz des Zweiten Prälats der katholischen Kirche, gegen die antireligiöse Politik des neuen Regimes und skandierten: „Wir würden lieber sterben als zuzulassen, dass unsere Nonnen und Priester verletzt werden! Wir wollen keine Diktatur, wir wollen unsere Religion zurück!“ Das Räteregime verhaftete daraufhin die Organisatoren des Protests sowie zwölf Priester und kirchliche Würdenträger als „Unruhestifter“. Der öffentliche Abtransport der gefesselten Priester und Bischöfe zu den Bahnhöfen, die auf beiden Seiten von schwer bewaffneten Soldaten der ungarischen Roten Armee bewacht wurden, erzürnte die örtliche Bevölkerung. Die Sozialdemokraten im Gemeinderat sendeten vergeblich ein Telegramm nach Budapest und fordern die sofortige Freilassung der Geiseln.
Am 5. Juni 1919 kam es mit der öffentlichen Hinrichtung des alten Pfarrers in Császár, Ferenc Wohlmuth, zu jenem Fall, der die religiösen Gemüter in der ungarischen Gesellschaft am stärksten erschütterte. Pfarrer Wohlmuth wurde wegen angeblicher „Verleumdung gegen die Räterepublik“ angeklagt und öffentlich vor der Kirche gehängt, um die Bevölkerung einzuschüchtern. Der die Exekution leitende Volkskommissar schloss anschließend die Kirche ab und befestigte einen Zettel an der Kirchentür mit der Aufschrift: „Wegen Fehlen Gottes ist der Laden zu!“
Zu mehreren Toten kam es auch am 22. Juli, als die katholische Kirche zum Fronleichnamsfest in Budapest eine eucharistische Prozession abhielt. Nachdem Angehörige der Roten Garde die Veranstaltung zu stören begannen, kam es zu Zusammenstößen mit Teilnehmern der Prozession, wobei die Rotgardisten mit Schusswaffen in die versammelte Menge zu feuern begannen. Dabei wurden sechs oder sieben Menschen erschossen und viele von den Kugeln verletzt.
Der zunehmende Terror gegen Geistliche und Gläubige wurde in der Führungsriege des Kun-Regimes immer mehr als ein Sicherheitsrisiko klassifiziert, das die Bevölkerung dem kommunistischen Regime zu entfremden drohte. Zur Beruhigung der allgemeinen Empörung gaben daher politische Autoritäten deradikalisierende Statements zur Religionspolitik ab.
Während der Osterwoche verlautbarte der für das Bildungswesen zuständige Volkskommissar Zsigmond Kunfi am 18. April 1919 sogar in der (sozialdemokratischen) Parteizeitung Népszava („Volksstimme“), dass die Räteregierung die Religionsfreiheit garantiere und jeder, der die private Religionsausübung anderer Personen stören oder unterbinden wolle, von der Räteregierung als „Konterrevolutionär“ betrachtet werde.

## Außenpolitik

### Förderung von versuchten Staatsstreichen der österreichischen Kommunisten
Die ungarischen Kommunisten bemühten sich im Sinne einer bolschewistischen „Weltrevolution“ auch ihre Schwesterparteien in den Nachbarstaaten Räte-Ungarns zu unterstützen. Ihr größter Fokus lag dabei auf (Deutsch-)Österreich, dem man eine entscheidende Rolle für das Überleben des eigenen kommunistischen Regimes zumaß. Die politische Zukunft der Ungarischen Räterepublik hing vorrangig von der Stärke ihrer Streitkräfte ab, und das Waffenarsenal der früheren k.u.k. Armee, das der österreichischen Regierung zur Verfügung stand, galt dem Kun-Regime als entscheidende militärische Ressource. Außerdem sah Kun einen kommunistischen Umsturz in Österreich auch als den Ausgangspunkt für die Ausweitung der Revolution „bis an die Grenzen Frankreichs“.

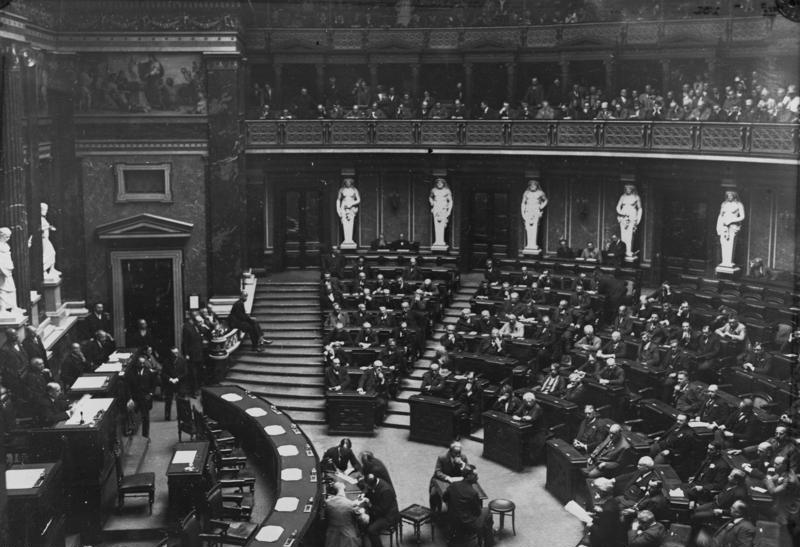
Der österreichische Nationalrat (1930). Beim von Räte-Ungarn unterstützten Putschversuch der österreichischen Kommunisten kam es am 18. April 1919 im Parlamentsgebäude zu einer Schießerei und Brandstiftung.

In enger Absprache mit Moskau forderte die ungarische Rätediktatur bereits am 22. März 1919, einen Tag nach der Machtübernahme, das Exekutivkomitee des Wiener Arbeiterrats dazu auf, eine mit Räte-Ungarn verbündete „Räterepublik Österreich“ aufzurufen. Dieser Schritt wurde jedoch von den österreichischen Sozialdemokraten, die sich seit November 1918 an der ersten republikanischen Koalitionsregierung Österreichs beteiligten, abgelehnt. Daraufhin forderte das Kun-Regime die österreichischen Kommunisten (KPDÖ) zum Staatsstreich gegen die demokratische Regierung in Wien auf. Über Elek Bolgár, den Botschafter Räte-Ungarns in Wien, wurde die Kommunistische Partei Österreichs mit Propagandamaterial und großzügigen Finanzmitteln aus Räte-Ungarn ausgestattet. Am 18. April 1919 erfolgte dann die Stürmung des österreichischen Parlaments durch einige Hundert österreichische Kommunisten, die das Gebäude in Brand steckten (sog. „Gründonnerstagsputsch“). Der kommunistische Aufstand wurde durch herbeigerufene regierungstreue Milizen der österreichischen Sozialdemokraten sowie durch Polizeieinheiten niedergeschlagen, wobei die Schießerei auf Seiten der österreichischen Regierung sechs Tote unter den Sicherheitskräften forderte.
Einen Monat später startete eine weitere ungarische Initiative für einen politischen Umsturz in Wien, als Belá Kuns Gesandter Ernst Bettelheim in der österreichischen Hauptstadt eintraf. Unter dem Vorwand, im Namen der Kommunistischen Internationale zu sprechen, setzte Bettelheim die gesamte Parteiführung der österreichischen Kommunisten ab und beauftragte den neu berufenen Parteivorstand der KPDÖ mit der Planung eines weiteren Putschversuchs. Als Vollzieher dieses zweiten Aufstands sollten ehemalige österreichische Rotgardisten sowie Soldaten des österreichischen Bundesheeres gewonnen werden, die von der drohenden Verkleinerung der österreichischen Streitkräfte betroffen waren. Zusätzlich war auch der Einmarsch von Truppen der Ungarischen Roten Armee in Österreich vorgesehen. Aufgrund des vorzeitigen Verrats der geplanten kommunistischen Verschwörung konnte die österreichische Regierung jedoch im Rahmen einer Razzia in der Nacht vom 14. auf den 15. Juni 1919 die meisten Anführer der österreichischen Kommunisten mit Hilfe von mobilisierten Truppen festnehmen. Als am folgenden Tag bewaffnete Gefechte zwischen Soldaten der Wiener Stadtschutzwache und mehreren Tausend Demonstranten ausbrachen, die versuchten, die kommunistischen Häftlinge aus dem Polizeigefängnis zu befreien, forderten die Auseinandersetzungen insgesamt 20 Tote und 80 Verletzte.
Damit waren einerseits die Putschpläne und der Traum des Kun-Regimes von einem starken politischen Verbündeten in der Region endgültig gescheitert, andererseits erlitt auch das internationale Ansehen Räte-Ungarns durch die Affäre einen zusätzlichen Schaden. Dennoch wurden noch bis zu 18.000 österreichische Kommunisten zur Unterstützung des kommunistischen Regimes in Budapest angeworben. Die „verfrühte“ Unterstützung des geplanten kommunistischen Juniaufstands wird in der Forschung auch als ein persönlicher politischer Fehler Béla Kuns gewertet.

### Verhältnis zu Sowjetrussland
Die neue Räteregierung im März 1919 wurde sowohl aus Kommunisten als auch Sozialdemokraten gebildet, und so nahm das bolschewistische Russland unter Lenin in den ersten Tagen nach Ausrufung der Ungarischen Räterepublik eine zögernde Haltung gegenüber dem neuen sozialistischen Staat ein. Erst nachdem er sich vergewisserte, dass die Kommunisten den bestimmenden Faktor in der ungarischen Regierung darstellten, pries Lenin ab dem 3. April 1919 den ungarischen Weg der Revolution. Diesen bezeichnete er als „ungewöhnlich originell“ und im Vergleich zu Russland als „unvergleichlich leichter und friedlicher“ (der ungarische Rote Terror setzte erst ab Ende April ein). Die ungarischen Arbeiter – so Lenin lobend in seinem Brief – würden der Welt ein noch besseres Vorbild als Sowjetrussland liefern. Auch hatte die Ungarische Räterepublik in ihrer 133-tägigen Periode eine entscheidende strategische Bedeutung für Sowjetrussland. Obwohl alle militärischen Bemühungen um eine territoriale Verbindung zwischen den kommunistischen Diktaturen in Budapest und Moskau fehlschlugen, diente Räte-Ungarn den russischen Bolschewiki als „Brückenkopf der Weltrevolution“, als „Bollwerk gegen Intervention“ sowie als „Fenster zur Außenwelt“, insbesondere bezüglich Informationen über die noch kurzlebigere Münchner Räterepublik.

## Forschungsgeschichte und gesellschaftliche Rezeption

### Weiße Geschichtsschreibung im konterrevolutionären Horthy-Ungarn (1919–1944)

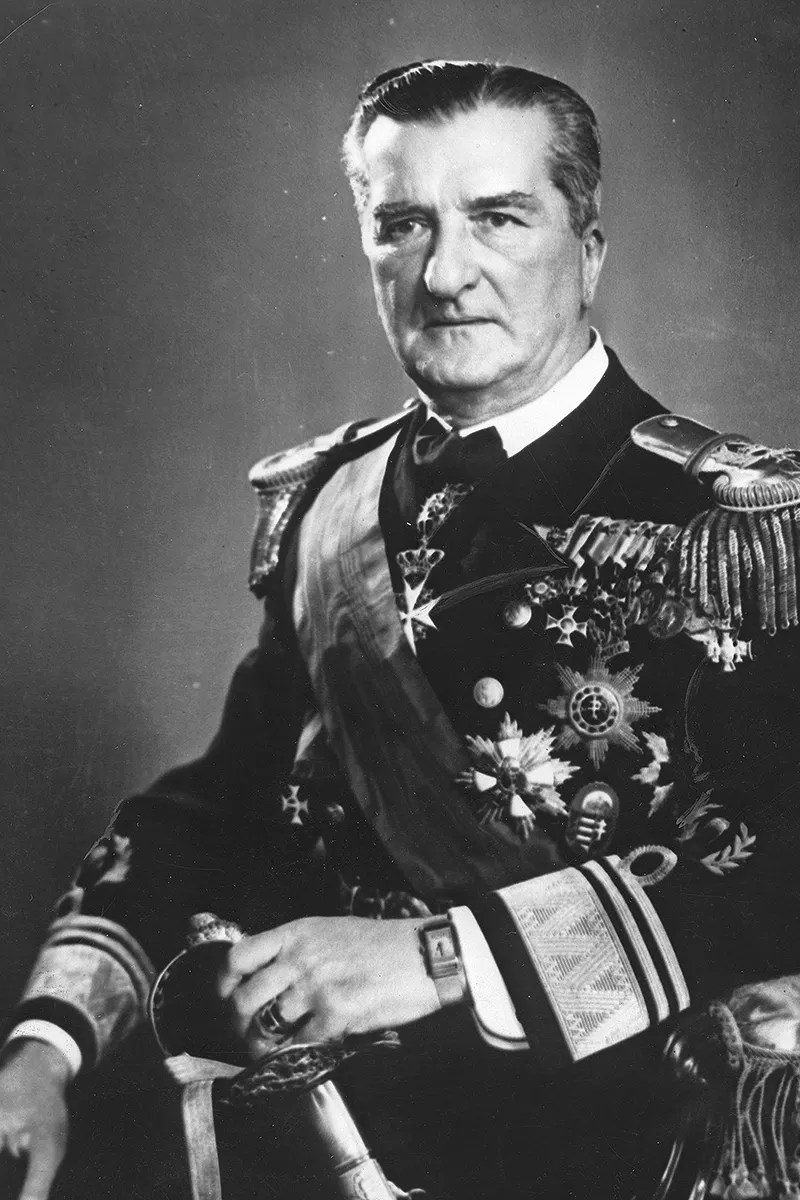
Miklós Horthy, rechtsautoritärer Machthaber Ungarns (1919–1944)

Auf den Fall der Ungarischen Räterepublik folgten 25 Jahre des rechtsautoritären Horthy-Regimes (1919–1944), welches sich selbst als entschieden „konterrevolutionär“ (ellenforradalmi) definierte und damit auch die Rezeption der Ereignisse von 1919 prägte. Die Geschichtsschreibung Horthy-Ungarns wird von Historikern auch als weiße Geschichtsschreibung bezeichnet, in Anlehnung an den Gegensatz zwischen kommunistischen Roten und konterrevolutionären Weißen. Darüber hinaus wird sie im breiteren Sinne auch als rechte Historiographie beschrieben, da sie die politischen Positionen der gesamten damaligen ungarischen Rechten von rechtsliberal bis rechtsradikal umfasste. Béla Bodó (2022) fasst die Betrachtung der weißen Geschichtsschreibung wie folgt zusammen:
„[...] die Ungarische Räterepublik [stand] abseits des normalen geschichtlichen Verlaufs Ungarns; sie galt als das gemeinsame Kind von politischen Fanatikern, von Kriminellen und rassischen Fremdkörpern, in erster Linie von Juden. Das linke Experiment hatte nichts mit den Problemen und konkreten (oder imaginierten) Forderungen und Wünschen der ungarischen Bevölkerung zutun. Nicht nur löste die Republik keinerlei Probleme, sondern bestand im Gegenteil bloß aus willkürlicher Gewalt und Terror gegen die Bevölkerung [...]. Keineswegs habe die Gewalt strukturelle Ursachen gehabt; ihr Ursprung sei vielmehr im Wesen, im spezifisch rassischen Charakter und den politischen Ambitionen ihrer Urheber zu suchen.“
Für das Horthy-Regime spielte die Geschichtsinterpretation der Räterepublik eine wesentliche Rolle für die Legitimation der eigenen Herrschaft. In der „national-christlichen“ Gedenkpolitik der Konterrevolutionäre fungierte das Räteregime als „das schlechthin Böse, Niedrige, Verachtenswerte“ (Árpád von Klimó). Wichtig dabei war die Beschwörung einer stets latent vorhandenen bolschewistischen Gefahr sowie die Warnung vor einer möglichen Rückkehr des Roten Terrors. Eine tiefergehende Auseinandersetzung mit den Ursachen hinter der Entstehung des Kun-Regimes oder gar eine historische Aufarbeitung der Rätediktatur fanden in der Ära Horthy nicht statt. Während die weißen Geschichtsautoren das Ausmaß der roten Verbrechen dabei maßlos übertrieben und ihn zur größten Tragödie in der ungarischen Geschichte seit dem 16. Jahrhundert erklärten, wurden die Gräueltaten des nachfolgenden Weißen Terrors von ihnen entweder völlig geleugnet oder aber als milde und verständliche Reaktionen auf den Roten Terror dargestellt. Der Weiße Terror galt als „relativ unbedeutendes, flüchtiges Ereignis, ohne tiefe Wurzeln in der ungarischen Geschichte, ohne bleibenden Sinn oder längerfristige Konsequenzen“ (Béla Bodó).
Tatsächlich vollzogen die weißen Geschichtsautoren einen historischen Bruch mit dem vorangegangenen ungarischen Liberalismus des 19. Jahrhunderts. Sie ordneten ihre Betrachtungen in die neue konterrevolutionäre Staatsideologie ein, deren Eckpfeiler neben einem entschiedenen Antiliberalismus auch die Verknüpfung von Antibolschewismus und Antisemitismus zur Verschwörungstheorie des „Jüdischen Bolschewismus“ beinhaltete. Der „Rote Terror“ stellte aus dieser Sicht nichts anderes als eine jüdische Gewaltanwendung dar, und der Bolschewismus sei im Endeffekt nur der jüdische Versuch gewesen, sich „der politischen Macht zu bemächtigen, um zuerst die Bevölkerungen Russlands und Ungarns und danach den Rest der Welt zu versklaven“. Frühe Beispiele für diese Form von Propaganda sind etwa die Schriften von Henry Charles Schmitt (1919), Ladislaus Bizony (1920) oder Hans Eisele (1920). Diese Publikationen verbreiteten die Verschwörungstheorie des „Jüdischen Bolschewismus“, sind jedoch aus Sicht der kritischen Geschichtswissenschaft „nur insofern von Belang, als man aus ihrem Ton und Stil den geistigen Hintergrund des konterrevolutionären Ungarn der frühen zwanziger Jahre zu rekonstruieren vermag“ (János M. Bak).

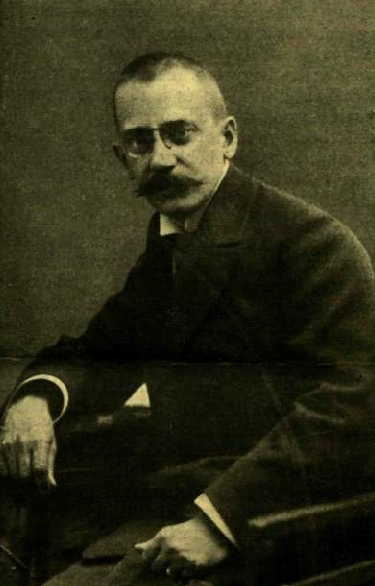
Der Historiker Gusztáv Gratz (1875–1946) gilt als einer der bedeutendsten Vertreter der weißen Geschichtsschreibung

Erste ernsthaftere Versuche einer systematischen Darstellung der ungarischen Rätezeit wurden von Seiten weißer Geschichtsautoren in Form von Artikelsammlungen unternommen. Das bereits im Dezember 1919 fertiggestellte und zwei Jahre später von Gusztáv Gratz herausgegebene Sammelwerk „Der Bolschewismus in Ungarn“ enthält über 20 Artikel von zahlreichen führenden Persönlichkeiten, die überwiegend auf Grundlage persönlicher Erinnerungen geschrieben wurden. Zwar sind Ton und Inhalt der meisten Beiträge noch von Ressentiments und Hass der Verfasser bestimmt, die fast alle während der Rätediktatur verfolgt, enteignet und inhaftiert worden sind. Trotzdem enthalten viele Kapitel, vor allem jene über die Propaganda und Wirtschaftspolitik der Ungarischen Räterepublik, solche Detailinformationen, die man in den Berichten der Protagonisten des Kun-Regimes vergeblich sucht. Im Aufsatz über das Erziehungswesen gesteht der konterrevolutionäre Verfasser sogar ein, dass viele der Reformen, die von der Räteregierung angestrebt wurden, seit langem fällig waren, einige sogar schon im Kultusministerium des Königreiches Ungarn vor 1918 erwogen worden sind. „Dieses Eingeständnis eines den Kommunisten gewiß nicht nahestehenden Kulturpolitikers“, so das dazugehörige Fazit des Historikers János M. Bak (1966), „wirft ein bezeichnendes Licht auf die theoretische Stärke der ungarischen Sowjetführer auf geistigem Gebiet und mittelbar auch auf den literarisch-intellektuellen Charakter der gesamten Räteregierung“.
Allerdings folgten auf diese ersten Erlebnisberichte keine auf Aktenmaterial beruhenden Gesamtdarstellungen. Zwar unterstrich der Historiker Aladár Ballagi, damaliger Rektor der Universität Budapest, auf der Gründungssitzung des im Herbst 1919 ins Leben gerufenen Komitees zur Sammlung der Dokumente der Räterepublik (kurz TAGYOB) die Notwendigkeit einer baldigen sachgerechten Publikation der wichtigsten Akten. Allerdings konnte diese Kommission ihre Aufgabe nie vollenden, da Vertreter der Großagrarier (OMGE) und der Staatsanwaltschaft von einer Aktenpublikation ohne gründliche Wertung abrieten, mit der Begründung, diese „würde die Rätediktatur in günstigerem Licht erscheinen lassen als sie in Wirklichkeit war“. Stattdessen wurden in einigen Teilbereichen Einzelstudien veröffentlicht, wobei die kriegsgeschichtliche Arbeit des Generals József Breit von Doberdó bis vor kurzem grundlegend war. Sein Werk enthält zahlreiche Dokumente über die behandelte Periode, verfolgt die Feldzüge der ungarischen Roten Armee jedoch nur bis zum 3. Mai und berücksichtigt somit weder den „Nordfeldzug“ in der Slowakei noch den militärischen Zusammenbruch der Räterepublik in seiner Analyse.
Als die beiden bedeutendsten und in ihren Grundlinien repräsentativen Werke der weißen Geschichtsschreibung gelten das Buch „Drei Generationen“ (1920), verfasst vom einflussreichsten ungarischen Historiker der Zwischenkriegszeit, Gyula Szekfü, sowie das Buch „Das Zeitalter der Revolutionen“ (1935) von Gusztáv Gratz. Gratz sieht einerseits – wie die Verfasser vorangegangener Propagandawerke – die Räterepublik als eine Revolution von nicht-assimilierten jüdischen Elementen an, ist jedoch in seiner Abhandlung insofern seriöser, als er weder die Folgen der aussichtslosen außenpolitischen Lage noch die sozialen Missstände verschweigt, die die Machtübernahme der Kommunisten erst ermöglichten. Außerdem kritisiert Gratz auch die im Zuge der Konterrevolution begangenen antisemitischen Pogrome der „Offizierskommandos“, wobei er jedoch höchstens 250 bis 300 Opfer des Weißen Terrors zugibt und diesen gleichzeitig als nicht unbegründete Antwort auf das vorausgegangene Unrecht des Roten Terrors rechtfertigt. In einem deutlich akademischeren Ton ist hingegen die Arbeit von Gyula Szekfü verfasst, die als sein wissenschaftliches Hauptwerk gilt. Szekfü, dessen Stellungnahme in breiten Kreisen der ungarischen Gesellschaft als „letzte Autorität“ zum Thema anerkannt wurde, streift darin die Räterepublik nur kurz als Ereignis, bei dem die „ungarische Arbeiterschaft“ von „Führern zumeist fremder Herkunft“ verführt worden sei. Der Fokus seines Buches liegt auf einer Abrechnung mit dem alten ungarischen Liberalismus, der zufolge die liberalen Politiker die Verantwortung für eine „terroristische Anarchie“ nach 1918 trugen. Das Mehrparteiensystem habe gegen Ende des Ersten Weltkrieges die nationale Einheit der Ungarn untergraben.

## Forschungsstand

### Typologische Einordnung des Räteregimes
Mit Blick auf den strukturellen Aufbau ihres Herrschaftssystems wird die Ungarische Räterepublik auch als eine „Rätediktatur“ bzw. eine „(Räte-)Diktatur des Proletariats“ eingeordnet. In ideologischer Hinsicht gilt das Kun-Regime in der Geschichtsforschung generell als eine „kommunistische Diktatur“ bzw. ein „kommunistisches Regime“. Peter Pastor (1988) bezeichnet die Ungarische Räterepublik als „das einzige bedeutende kommunistische System der Zwischenkriegszeit in Europa außerhalb der Grenzen des ehemaligen russischen Reiches“. Ähnlich schreibt auch János M. Bak (1966), die Rätediktatur sei „der erste Sowjetstaat außerhalb des Russischen Reiches“ gewesen, der allen revolutionären Versuchen im Europa der 1920er Jahre zum Trotz als „einziges Beispiel einer mehrere Monate dauernden ‚Diktatur des Proletariats‘ außerhalb der Sowjetunion“ galt. Iván Völgyes (1971) wiederum sieht im Kun-Regime aufgrund seiner vom Vorbild der russischen Bolschewisten abweichenden Maßnahmen den historisch ersten Fall eines „Nationalkommunismus“.
Ebenfalls häufig ist die Einordnung als „bolschewistische Diktatur“, „bolschewistisches Regime“ bzw. „bolschewistische Regierung“.
Die Schaffung der Ungarischen Räterepublik stellt laut Rudolf L. Tökés (1967) „die bedeutendste und für einige Zeit einzige solide Errungenschaft der bolschewistischen Pläne zur Weltrevolution“ dar. Miklós Molnár (2019) bezeichnet die Ungarische Räterepublik als „das einzige Räteregime im Jahr 1919, das konsequent versuchte eine Diktatur des Proletariats durch Nachahmung der Bolschewisten zu errichten“. Und auch laut Margit Balogh und András Fejérdy (2020) versuchte Räte-Ungarn „die Diktatur des Proletariats nach bolschewistischem Modell einzuführen“. Ebenso schreibt Béla Bodó (2019) im Zusammenhang mit Räte-Ungarn u. a. von „Bolschewismus“ bzw. einem „bolschewistischen Zwischenspiel“. Im Rahmen des politischen Spektrums wird es in neueren Forschungsbeiträgen als „linksradikale Diktatur“ bzw. „linksradikales Regime“ klassifiziert.

### Opferzahlen
Die genaue Zahl der Todesopfer während der knapp viermonatigen Existenz der Ungarischen Räterepublik ist nicht bekannt. Das in der Literatur kursierende Spektrum von Angaben reicht von 200 bis 1000 Toten, wobei in der kritischen Geschichtswissenschaft eine Opferzahl von knapp unter 600 als „höchste seriöse Schätzung“ angesehen wird. Sie basiert auf einer Arbeit von Albert Váry, die erstmals 1922 unter dem Titel A vörös uralom áldozatai Magyarorzágon („Die Opfer des roten Regimes in Ungarn“) in Buchform veröffentlicht wurde. Darin führt Váry für die Zeit der Rätediktatur auf Grundlage von Prozessakten insgesamt 590 Todesopfer in Form einer Tabellenliste an, wobei er einige Informationen zu jedem Fall ergänzt: Die Identität des Opfers, des Mörders, den Todestag und -ort sowie (wenn bekannt) Details über die Umstände des Todes. Váry war zeitgleich als stellvertretender Generalstaatsanwalt des Horthy-Regimes tätig und damit für die strafrechtliche Verfolgung der ungarischen Kommunisten verantwortlich. Insofern repräsentiert seine Arbeit die offiziellen Todeszahlen nach konterrevolutionären „weißen“ Angaben. Dennoch stellt sie die ausführlichste Untersuchung über die Opfer der Rätediktatur dar, und wird auch von kritischen Historikern als „weitgehend unpolemische“ und „verhältnismäßig zuverlässige“ Quelle anerkannt.
Gleichzeitig geht die Forschung schon seit längerer Zeit davon aus, dass auch die von Váry genannte Zahl von 590 Toten zu hoch angesetzt ist, da man viele der Aufgelisteten nur in seinem sehr allgemeinen Sinn als „Opfer des Roten Terrors“ betrachten könne. So enthält Várys Tabelle neben Menschen, die aus politischen Gründen getötet wurden, auch während der Rätezeit hingerichtete gewöhnliche Kriminelle, außerdem gefallene Soldaten der Ungarischen Roten Armee, die während der Grenzkonflikte mit den Nachbarstaaten ums Leben kamen, sowie Deserteure. De facto rechnet Váry damit zu den Opfern des Roten Terrors sämtliche Menschen, die während des Kun-Regimes eines gewaltsamen Todes gestorben sind. Im Jahr 2000 unterzog der ungarische Historiker Gábor Pajkossy die Opferzahl Várys unter Berücksichtigung der angegebenen Todesursachen sowie zusätzlicher Informationsquellen einer Neuauswertung. Die aktuelle Forschung (Stand 2021) geht aufbauend auf diesen Erkenntnissen nun davon aus, bereits „ziemlich verlässliche Schätzungen“ vorlegen zu können. In den berichtigten Angaben geben Historiker die Auflistung Várys von knapp 600 Toten nun als Maximalangabe an, mit 300 bis 400 Toten als vermutliche Mindestanzahl. Béla Bodó (2022) gibt außerdem zu bedenken, dass der ungarische Rote Terror neben 300 bis 600 Menschenleben auch die „Misshandlung von tausenden Weiteren“ verantwortete.
Zur Interpretation der Opferzahlen konstatierte frühzeitig bereits János M. Bak (1966), dass auch Zahlen, die von den ursprünglichen Angaben Várys nach unten abweichen, im Verhältnis zu den nur „viereinhalb Monaten der Rätediktatur“ dennoch sehr groß erscheinen (im Vergleich dazu verhängte das stalinistische Rákosi-Regime insgesamt 300 Todesurteile über den Zeitraum 1947–1956). Gleichzeitig stünden diese jedoch in keinem Verhältnis zu den angeblichen Massenmorden, wie sie von den Pamphleten der konterrevolutionären weißen Geschichtsschreibung beschrieben werden.

### Ungarischer Weißer Terror als Folgeerscheinung

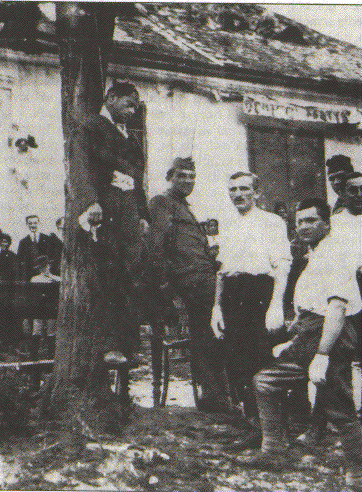
Ein aufgehängtes Opfer des Weißen Terrors (1919)

In seiner Monografie über den ungarischen Weißen Terror von 1919 bis 1921 hält Béla Bodó (2019) fest, dass der Rote Terror während der Ungarischen Räterepublik „sicherlich dazu beigetragen [hat] das Umfeld zu schaffen“, in dem später die Verbrechen des ungarischen Weißen Terrors stattfanden und gerechtfertigt wurden, auch wenn diese insgesamt wenig mit den diesen vorangegangenen kommunistischen Verbrechen zutun hatten. In einem vorausgegangenen Aufsatz konstatiert Bodó (2018):
„Der Weiße Terror folgte in der Tat den Spuren des Roten Terrors, und viele seiner Gewalttaten konnten als Rache für die rote Gewalt gesehen werden. Die große Mehrheit seiner Verbrechen […] hatten aber nichts mit Rache zutun. Die Mehrheit der Opfer des Weißen Terrors war nicht in die Verbrechen des roten Paramilitärs involviert und hatte in der Räterepublik keine Rolle gespielt. Der Rote Terror diente als willkommene Entschuldigung für ethnische und religiöse Gewalt und die Juden wurden zu perfekten Sündenböcken für nationale und individuelle Tragödien gemacht. […] Der Weiße Terror […] hätte auch ohne den Roten Terror stattgefunden. Die Gewalt der Paramilitärs und des Mobs während der Konterrevolution war in ihrer Intensität und ihrem Ausmaß aber doch teilweise den gescheiterten demokratischen und kommunistischen Experimenten und der illegalen Gewalt der Lenin-Jungs und anderer linker paramilitärischer Gruppen geschuldet.“
Zur gegenseitigen Wechselwirkung von Rotem und Weißen Terror erklärt Bodó, dass das „Wechselwirkungsprinzip von Actio und Reactio“ einerseits für sich alleine genommen „der Komplexität des Verhältnisses zwischen Rotem Terror und Weißem Terror nicht gerecht“ werde, es aber andererseits bei der Erklärung des Weißen Terrors auch „nicht vollständig verworfen“ werden sollte. Das Verhältnis zwischen roter und weißer Gewalt könne dabei am besten mit einer „Konvergenz“ anstatt einer „Reaktion“ beschrieben werden.
Auch Miklós Molnár (1996) hebt hervor, dass der Weiße Terror „nicht einfach nur eine Reaktion auf den Roten Terror“ war, sondern „tiefere Wurzeln“ hatte. Gleichzeitig habe der Rote Terror der Räterepublik laut Molnár jedoch „unbestreitbar zum Aufschwung des Antisemitismus und des virulenten Antikommunismus beigetragen“. Ebenso färbte auch laut Robert Gerwarth (2016) der Rote Terror auf den Weißen Terror ab, da dieser als erster „die Regeln des ‚zivilisierten‘ militärischen Verhaltenskodes gebrochen hatte“ und den weißen Milizionären das Rechtfertigungsmuster lieferte, der rote „innere Feind“ könne „nur durch eben jene extreme Gewalt gestoppt werden […], die er selbst während der kurzen Phase des ‚Roten Terrors‘ […] ausgeübt hatte.“ Gleichzeitig stellt Gerwarth jedoch klar, dass das tatsächliche Ausmaß des Roten Terrors für die weißen Truppen dabei völlig irrelevant war. Denn die „‚Säuberung‘ des Landes von seinen inneren Feinden“ habe den weißen Milizen von vornherein als unabdingliche Voraussetzung für eine von ihnen erstrebte „nationale Wiedergeburt“ Ungarns gegolten.

### Vergleiche zwischen ungarischem Roten und Weißen Terror
In seiner vergleichenden Studie, die die Gemeinsamkeiten und Unterschiede von ungarischem Roten und Weißen Terror miteinander vergleicht, konstatiert Béla Bodó (2018) zum aktuellen Forschungsstand:
„Alle verfügbaren Quellen legen aber Nahe, dass die Gewalt während der Räterepublik (also die Actio) weniger intensiv war und weniger Menschenleben gefordert hat als die paramilitärische Gewalt (Reactio) des Weißen Terrors. […] Die Weißen waren die versierteren Folterer und Mörder; sogar die Verbrechen der notorischsten roten Killer verblassten im Vergleich zur Grausamkeit der weißen Kommandeure. Im Dezember 1919 verurteilte ein konterrevolutionäres Gericht József Cserny, den Kommandeur der Lenin-Jungs, wegen der Ermordung von sieben Menschen zum Tode. Iván Héjjas, auf der anderen Seite, Kopf der berüchtigten Héjjas-Miliz, wurde 1947 in absentia des Mordes an 93 Menschen angeklagt und das Gericht befand ihn schließlich des Mordes an 72 Menschen schuldig.“
Gerd Koenen (2017) schreibt in seinem Standardwerk über die Geschichte des Kommunismus, dass der Weiße Terror „weitaus systematischer“ war als der vorangegangene Rote Terror und „durch eine mehr oder minder offizielle antisemitische Hasspropaganda“ charakterisiert war. Ebenso beurteilt Janos Hauszmann (2004) das Vorgehen der weißen Milizionäre als bis dahin in Ungarn „beispiellos brutalen, pogromähnlichen Terror“. Im Gegensatz dazu machte der Rote Terror die jüdische Bevölkerung nicht zu einem direkten Zielobjekt seiner Repression. Zwar waren Juden unter den Gesamtopfern des Roten Terrors – im Verhältnis zu ihrem Anteil an der ungarischen Bevölkerung – ebenfalls überdurchschnittlich vertreten. Jedoch wurden Juden hier aufgrund ihrer Klassenzugehörigkeit verfolgt, und nicht aufgrund ihres religiösen oder ethnischen Hintergrunds.
Ein weiterer Unterschied zwischen Rotem und Weißem Terror betrifft die Rolle der Frauen. Anders als die späteren weißen Milizen, die Frauen in ihren Reihen nur als Informantinnen einsetzten, spielte eine kleine Gruppe von Frauen eine aktive Rolle beim ungarischen Roten Terror, an dem sie sich als reguläre Soldatinnen von roten Milizen beteiligten. Die beiden bekanntesten unter ihnen, die Rotgardistin Anna Tóth und Manci Fallós von den Lenin-Jungs, machten sich einen Namen als berüchtigte Räuberinnen und Folterinnen.

### Beurteilung der Religionspolitik
Vom 10. April bis zum 3. August (die letzte Hinrichtung erfolgte noch zwei Tage nach dem Sturz des Kun-Regimes, bevor die rumänische Armee Budapest einnahm) wurden insgesamt 17 Menschen aufgrund antireligiöser Motive ermordet, davon neun katholische Priester, eine Ordensschwester und sieben katholische Bauern. Die Anzahl der inhaftierten und misshandelten Priester ist unbekannt, wird aber von Historikern auf höchstens mehrere Dutzend geschätzt.
Béla Bodó (2019, 2022) konstatiert, dass das Räteregime gegen die katholische Kirche hart vorging und im Bereich der Bildungspolitik mit der Verstaatlichung des zuvor überwiegend konfessionellen Schulsystems „der Religion und den Kirchen den Krieg erklärt[e]“. Auch sei der Angriff auf die Religion „eher eine Frage der Wahl als der Notwendigkeit“ gewesen, da zwar die Feindseligkeit der katholischen Kirche gegenüber dem neuen Regime außer Zweifel stand, aber Priester, Mönche und Nonnen „keine ernsthafte und unmittelbare Bedrohung für das linksradikale Regime“ darstellten. Gleichzeitig müsse man laut Bodó jedoch auch betonen, dass während linke Gruppen während des Spanischen Bürgerkrieges etwa 30.000 Priester ermordeten, der ungarische Rote Terror bis zum 1. August insgesamt sieben Priestermorde zu verantworten habe.

### Nachwirkungen
Lendvai (1999) betont auch die Bedeutung, die die kommunistische Räterepublik für die Radikalisierung des ungarischen Antisemitismus spielte, dessen Propagandisten das Kun-Regime als „Judenrepublik“ brandmarkten:
„Während der 133 Tagen […] erschienen aber zum ersten Mal die Juden als Machthaber, als Träger eines internationalistischen, atheistischen und bolschewistischen, das heißt auch prorussischen Regimes. Das brutale Vorgehen der Roten Garden und das Treiben der Revolutionstribunale, vor allem nach der Niederschlagung der sich häufenden Aufstandsversuche und Streiks, kurz der ‚rote Terror‘, wurde in erster Linie den für die innere Ordnung zuständigen Funktionären Tibor Szamuely und Otto Korvin zur Last gelegt. […] beide waren Juden. […] Vergeblich versuchten Vertreter der jüdischen Gemeinde, aber auch gemäßigt-konservative Politiker und unabhängige Autoren nachzuweisen, daß sich die meisten Juden mit dem Bolschewismus nicht nur nicht verbündet hatten, sondern im Gegenteil unter ihnen viele Industrielle, Gutsbesitzer und Gewerbetreibende enteignet, inhaftiert oder als Geiseln verfolgt wurden. Judentum, Kommunismus und ‚roter Terror‘ wurden während der folgenden 25 Jahre unwiderruflich gleichgesetzt.“
Ebenso verortet Lendvai eine starke Instrumentalisierung der Räterepublik auf Seiten von Ungarns Nachbarländern sowie durch das anschließende nationalkonservative Regime Horthys:
„Sie dauerte bloß 133 Tage und war in Wirklichkeit ein doppeltes Geschenk sowohl an die begehrlichen neuen Nachbarstaaten, die die Zerstückelung des verhassten Ungarn mit antibolschewistischer Rhetorik bemänteln konnten, wie auch an das nachfolgende Regime der autoritären Rechten, die ein Vierteljahrhundert lang Demokratie und Liberalismus mit Bolschewismus und Terror, Kritik mit Verrat identifizierte. Die wirkliche Tragödie lag darin, daß das kurzlebige kommunistische Regime auf den Trümmern der bürgerlichen Revolution errichtet wurde, als ob es eine natürliche, organische Folge davon gewesen wäre.“
Lorman (2019) wiederum beschreibt, wie das Kun-Regime die Angst vor dem Bolschewismus auch in der Tschechoslowakei befeuerte, da die ungarischen Bolschewisten auch in den kurzfristig besetzten Gebieten der Slowakischen Räterepublik gegen Kleriker und Anhänger der Tschechoslowakischen Republik mit brutalen Repressionen vorgingen. Wie in Ungarn habe die Räterepublik auch in der slowakischen Gesellschaft als Motor für einen sich verschärfenden Antisemitismus gewirkt, da viele der Regierungsmitglieder in Kuns Regierung Juden waren. Lorman folgt schließlich der Interpretation von Rebecca Haynes, der zufolge aufgrund der politischen Situation 1919
„eine Angst vor dem Kommunismus in Zentraleuropa nicht irrational [war]. Der kommunistischen Machtübernahme in der Sowjetunion [sic!] ‚folgte wenig mehr als ein Jahr später die russische Invasion Polens und die Zerstörung des gerade entstehenden ukrainischen Staates‘, beides neue Nachbarn der Tschechoslowakei. Zusätzlich dazu […] übernahm Béla Kuns bolschewistische Partei kurzzeitig die Macht in Ungarn und fiel im Sommer 1919 in die Slowakei ein.“

## Anhang